# الجدول الزمني للحرب في دونباس 2015

الجدول الزمني للحرب في دونباس، من 1 يناير 2015 إلى 31 مارس 2015، يتبع الجدول الزمني الصراع المستمر بين أوكرانيا والانفصاليين المناهضين للحكومة الموالية لروسيا في منطقة دونباس في شرق أوكرانيا.

## يناير

### 1 يناير
اصيب ثلاثة جنود أوكرانيين بجروح في الساعات الاربع والعشرين الماضية في منطقة دونباس، وأطلقت القوات الانفصالية 23 مرة على المواقع الأوكرانية خلال نفس الفترة. وقامت الميليشيات الموالية لروسيا بعمليات إطلاق نار للأسلحة الصغيرة وهجمات بقذائف الهاون على قرى تروخيزبينكا ونيزنيي وأفدييفكا وتشرماليك ونيكيشين وبيتروفسكي وميورسك وشوميف.
ذُكر ان مدنياً قُتل واصيب اثنان اخران بجروح عندما هبطت قذائف الهاون في تشيرنوخين، وقد دمرت منزلان مدنيان في المنطقة. وأبلغت السلطات المحلية عن مقتل أحد المدنيين في وقت لاحق، وأصيب أحد الجنود بجراح أيضاً.
هاجمت قوات المتمردين 12 مرة خلال اليوم وفقاً للجيش الأوكراني، وخاصة حول جيب ديبالتسيف، وقعت معظم الحوادث في ديبالتسيفي (دونيتسكا)، تشيرنوخين، هرانيتن، زولوت، بيسكي، ستاري إيدار وبوباسنا، وقد أصيبت تشرنوخين وزولوت بصاروخ «غراد»، كما اسقطت القوات الأوكرانية طائرة بدون طيار بالقرب من فولنوفاخا.

### 2 يناير
قُتل جندي أوكراني وخمسة جرحى خلال ال 24 ساعة الماضية. وذكرت وسائل الاعلام الموالية لروسيا ان أحد المليشيات قتلت حارس أمن وأصابت تسعة أشخاص. هاجمت ميليشيات المتمردين المواقع الأوكرانية في 16 مناسبة بين عشية وضحاها، واستخدم الانفصاليون الأسلحة الصغيرة ومدافع الهاون وقاذفات القنابل اليدوية والمدفعية لاستهداف مطار دونيتسك وتشرنوخين وستاري إيدار وبوباسنا وفوهلهيرسك وتشيرماليك وبولتافسكي ومجمع التعدين ولينينسكي وأولينيفكا، كما سقطت صواريخ «غراد» في زولوت وأولخوفاتكا. وأفاد الانفصاليون بأن القوات الأوكرانية انتهكت الهدنة في أكثر من 20 مناسبة.
ذكر المحلل الأوكراني ديمتري تيمتشوك بتوغل دبابة واحدة حول تروخيزبينكا، وهو تكتيك استخدمه المتمردون سابقا ضد مطار دونيتسك، ووفقا له، قامت الدبابات الموالية لروسيا بدعم من الكشافة وقذائف الهاون بقمع الأسلحة المضادة للدبابات وذلك باطلاق النار ثلاث أو أربع جولات على الهدف قبل تحويل مواقع إطلاق النار من أجل مهاجمة الهدف مرارا وتكرارا.
ندد الجيش الاوكرانى ب 13 هجوماً قامت بها القوات الانفصالية خلال اليوم، وأطلقت القوات الموالية لروسيا أسلحة صغيرة على الجنود الأوكرانيين في مطار تشيرماليك وتشرنوخين ودونيتسك، تم تثبيت القوات الأوكرانية في شيرماليك من قبل قناصون من تافريشيفسك القريبة، وكانت هناك قذائف هاون في ديبالتسيف ونوفوهريهوريفكا وميورسك، كانت المدفعية المتمردة نشطة في كريمسكي وترويتسكي، في حين سقطت صواريخ «غراد» في هنوتوف.

### 3 يناير
أصيب جندي أوكراني بجروح في منطقة دونباس خلال ال 24 ساعة الماضية. فتحت الميليشيات الانفصالية النار على المواقع الأوكرانية في ثماني مناسبات باستخدام الأسلحة الصغيرة وقذائف الهاون والقنابل الصاروخية والمدفعية خلال نفس الفترة، ضايقت ميليشيات القوات الأوكرانية في سوكولنيكي، مطار دونيتسك، بيسكي، نيكيشين، أولخوفاتكا، ريدكودوب وشيرماليك.
نفذت الكشافة الموالية لروسيا النار على الموقع 92 في أوكرانيا بالقرب من ستانيتسيا لوهانسكا باستخدام الأسلحة الآلية والقنابل الصاروخية.
بعد منتصف النهار سجلت السلطات الأوكرانية تسع هجمات للمتمردين على القوات الأوكرانية واطلقت اسلحة صغيرة وقنابل صاروخية وقاذفات صواريخ متعددة وقذائف هاون، ووقعت الحوادث الرئيسية في مطار دونيتسك ونيكيشين وسوكولنيكي وأوبيتن ونوفوسيليفكا ومارينكا ونوفوميهايليفكا وستانيتسيا لوهانسكا.

### 4 يناير
أصيب ثلاثة جنود أوكرانيين بجروح في العمل خلال ال 24 ساعة الماضية. سجل الجيش الأوكراني عشرة هجمات انفصالية في نفس الفترة، وأطلقت الميليشيات أسلحة صغيرة وقنابل صاروخية وصواريخ مضادة للدبابات ومدفعية على مطار دونيتسك ونيكيشين ونوفو إيدار وبوهدانيفكا وأورلوف، وسقطت صواريخ «غراد» في قرية هنوتوف.  وأُبلغ حاكم لوهانسك هينادي موسكال هجوماً بقذائف الهاون على ستانيتسيا لوهانسكا الليلة الماضية وتبادل الأسلحة الرشاشة والأسلحة الصغيرة في الصباح بين المسلحين والقوات الأوكرانية. وسجلت مصادر مؤيدة لروسيا 16 هجمة أوكرانية خلال الساعات الأربع والعشرين الماضية باستخدام الأسلحة الصغيرة والقنابل الصاروخية والدبابات والمدفعية. 
فتحت قوات المتمردين النار على المواقع الأوكرانية في 22 مناسبة بعد ظهر اليوم باستخدام الأسلحة الصغيرة والقنابل الصاروخية وقذائف الهاون والدبابات، في ماريينكا، مطار دونيتسك، مدينة دونيتسك، كراسنوهوريفكا، أوبيتن، سيفيرن، زولوت، نيكيشاين، تشيرنوخين وكريمسكي.
وذكرت وسائل الإعلام الأوكرانية أن القوات المتمردة أطلقت على بوباسنا صواريخ مضادة للدبابات. وشهد السكان المحليون أيضا قصفا كثيفا في مدينة دونيتسك، حيث قامت الميليشيات الراسخة حول محطة القطار بإطلاق النار على مطار «غفوزديكا»، وأطلقت صواريخ المدفعية «فوزديكا 2أس1» هاوتزر «بي إم-30 سميرتش» من مقبرة ششهلوفسكو، وأصيب 14 مدنيا بجراح. ادعت وسائل الإعلام أن الدبابات الأوكرانية انفجرت على مقربة من قرية ترودوفسك.

### 5 يناير
أصيب جندي أوكراني بجروح خلال الأربع والعشرين ساعة الماضية. واستهدفت الميليشيات القوات الأوكرانية في عشر مناسبات. بين عشية وضحاها باستخدام الأسلحة الصغيرة ومدافع الهاون والدبابات والمدفعية. وقعت الحوادث الرئيسية في بيسكي، نوفوتوشكيفسك، ستاروناتيفكا، أورلوف-إيفانوفكا، هرانيتن، مالورليفكا وريدكودوب.
فتحت القوات الموالية لروسيا النار عشر مرات على المواقع الأوكرانية خلال اليوم بأسلحة صغيرة وقنابل صاروخية ومدافع الهاون والمدفعية والدبابات، كانت هناك حوادث في زولوت، ميرن، شيرماليك، دونيتسكي، نيكيشيني وبيسكي. وزعمت قوات المتمردين أنها استولت على سبعة جنود أوكرانيين عند عودتهم من الجبهة على شاحنة غاز -66 عند نقطة تفتيش في أولينيفكا، جنوب مدينة دونيتسك.
لقى ما لا يقل عن 12 عضوا من الحرس الوطنى الاوكرانى مصرعهم واصيب أكثر من 20 اخرين عندما تصادمت الشاحنات العسكرية مع الحافلة بسبب سوء الاحوال الجوية.

### 6 يناير
أصيب جندي أوكراني بنيران معادية في دونباس على مدار ال 24 ساعة الماضية. وخلال مؤتمره الإعلامي اليومي في كييف، أكد المتحدث باسم أندري ليسينكو أيضا أن سبعة جنود أوكرانيين تم أسرهم على أيدي القوات الموالية لروسيا بالقرب من مدينة دونيتسك. وندد الجيش الأوكراني بأن الميليشيات قامت بكسر وقف إطلاق النار في 11 حالة بين عشية وضحاها باستخدام الأسلحة الصغيرة ومدافع الهاون والمدفعية، واستهدفت الميليشيات القوات الأوكرانية حول مطار ماريينكا، ومطار دونيتسك، وبسكي، وشومي، ونيكيشين، وكاميانكا، ومنجم فحم بولتافسكي. سجلت وسائل الإعلام الموالية لروسيا ثمانية انتهاكات في نفس الفترة في أوكتيابريسكي وكومسوموليتس دونباسو، نيكيشاين وحول مطار دونيتسك.
وأثناء النهار فتحت القوات الانفصالية النار في 16 مناسبة على مواقع أوكرانية بأسلحة صغيرة وقذائف صاروخية وقذائف هاون ومدفعية. وأفادت وسائل الإعلام في الوقت نفسه عن إطلاق قذائف الهاون والمدفعية الأوكرانية بالقرب من مستوطنات سوكولنيكي وزنامينكا وسلافيانوسيربسك وفيزيلا هورا وستانيتسيا لوهانسكا. واستؤنف القتال في مطار دونيتسك، حيث أطلقت القوات المؤيدة لروسيا من بيسكي.

### 7 يناير
قتل ثلاثة جنود أوكرانيين في العمل وجرح آخر خلال ال 24 ساعة الماضية. وأطلقت الميليشيات النار على القوات الأوكرانية في 15 مناسبة بين عشية وضحاها باستخدام الأسلحة الصغيرة وقاذفات القنابل الآلية ومدافع الهاون والمدفعية، وكانت الأهداف الرئيسية هي هرانيتن، بيسكي، تارامشوك، فوديان، أوبيتن، مطار دونيتسك، تشيرنوخين، بتروفسكي، أولخوفاتكا وريدكودوب، اشتبكت القوات الأوكرانية مع الكشافة المعادية بالقرب من ستارولاسبا، مما أسفر عن مقتل اثنين من الميليشيات وتشتيت الناجين. وحضر بعض وحدات الجيش الأوكراني الكنائس المحلية في الجبهة للاحتفال بعيد الميلاد الأرثوذكسية.. أفادت وسائل الإعلام الانفصالية عن اشتباكات المدفعية خلال ليلة عيد الميلاد الأرثوذكسية في جيب ديبالتسيف، دزرزينسكي، هورليفكا، يناكيفو وفوهلهيرسك. وتضرر منزلان مدنيان جراء القصف في مدينة دونيتسك.
وفى يوم عيد الميلاد، قصفت القوات المؤيدة لروسيا مواقع أوكرانية في ثمانية مواقع بقنابل قناصة ومدافع هاون ومدفعية «جراد» ووفقا لما ذكره الجيش الاوكرانى، هاجمت الميليشيات مطار بوباسنا، زولوت، أورلوف - إيفانيفكا، نيكيشاين ودونيتسك، كما سقطت قذائف المدفعية «غراد» في بيسكي ونيزنج. من ناحية أخرى، أعلن مسؤولون انفصاليون عن وقوع عشرة هجمات في مدينة دونيتسك ظهر اليوم، واستهدفت قوات المتمردين في منجم فحم أوكتيابرسكايا بقذائف الهاون والقنابل الصاروخية من بيسكي، في حين قصفت المواقف الموالية لروسيا في سبارتاك الدبابات الأوكرانية من أفدييفكا، وأصيبت محطة جديدة لمطار دونيتسك بأسلحة صغيرة ومدافع هاون وصواريخ مضادة للدبابات. وسجل وزير الدفاع في جمهورية دونيتسك الشعبية ثمانية هجمات أوكرانية على ميليشيات المتمردين.  قصفت المدفعية الأوكرانية من أولخوفاتكا يناكيفو التي سيطر عليها المتمردون، وسقطت مدافع الهاون على مواقع انفصالية حول ستاروميهايليفكا والدبابات الأوكرانية أطلقت على القوات الموالية لروسيا في شمال غرب هورليفكا.

### 8 يناير
أصيب جنديان أوكرانيان بجروح خلال الساعات الأربع والعشرين الماضية في منطقة دونباس. وأطلقت الميليشيات الانفصالية ثماني هجمات على القوات الأوكرانية خلال نفس الفترة، في حين نددت السلطات الانفصالية 18 انتهاكا أوكرانيا لوقف إطلاق النار في عيد الميلاد في وقت متأخر من المساء. استخدمت الميليشيات قذائف الهاون والمدفعية وصواريخ «غراد» لمهاجمة المواقع الاستيطانية الأوكرانية حول فوديان ومطار دونيتسك وبيسكي وتونينك وكاميانكا. وأطلق الجيش الأوكراني الأسلحة الصغيرة وقاذفات القنابل اليدوية والدبابات والمدفعية. وادعى المتحدث الأوكراني أندري ليسينكو أن المتمردين أطلقوا صواريخ المدفعية «أوراغان» في دونباس للمرة الأولى منذ أشهر.
فتحت القوات الموالية لروسيا النار على المواقع الأوكرانية في 16 حالة منذ منتصف النهار بالأسلحة الثقيلة مثل مدافع الهاون والمدفعية وقاذفات صواريخ متعددة «غراد»، كما استهدف المتمردون مواقع عسكرية حول مطار دونيتسك، أفدييفكا، بيسكي، بيريزوف، تونينك، أوبيتن، كريمسكي وأورليفكا.

### 9 يناير
وفقا للمتحدث باسم مجلس الأمن القومي والدفاع الأوكراني (NSDC) أن مركز المعلومات التحليلية أندري ليسينكو، قتل أربعة جنود أوكرانيين في العمل وثمانية جرحى خلال ال 24 ساعة الماضية. فتحت الميليشيات المتمردة النار على الأسلحة الأوكرانية على مواقع أوكرانية في 34 مناسبة، وأطلق الانفصاليون الأسلحة الصغيرة ومدافع الهاون والمدفعية وصواريخ المدفعية «غراد»، وركزت الهجمات على مطار دونيتسك وفيسيل وتونينك وأوبيتن وماريينكا وأفدييفكا وهنوتوف ونوفوتوشكوفكا وبافلوبيل وريهورودكا وأوكتيابريسكي ونيكيشين وكراسنوهوريفكا وكرياكوفكا وريدكودب وكريمسكي. وذكر مجلس مدينة دونيتسك أن اثنين من المدنيين قتلوا وأصيب سبعة آخرون نتيجة القصف العنيف على أحياء كييف وكيروف وكويبيشيف وبيتروفسكي.
وقال حاكم منطقة لوهانسك هينادي موسكال أن قصف الأجزاء الأوكرانية التي تسيطر عليها منطقة لوهانسك أصبح أكثر كثافة منذ أمس.
وبعد منتصف النهار نفذت القوات الموالية لروسيا 24 هجوما على القوات الأوكرانية، واستخدم الانفصاليون الأسلحة الصغيرة والقنابل الصاروخية ومدافع الهاون والمدفعية والصواريخ المضادة للدبابات وقاذفات الصواريخ المتعددة «غراد»، وقعت الحوادث الرئيسية في ستانيتسيا لوهانسكا، ششاستيا، نيكيشاين، مطار دونيتسك، بيسكي، سيفيرن، ماريينكا وهرانيتن. اندلع قتال عنيف بالقرب من ستانيتسيا لوهانسكا بين الحرس الوطني الأوكراني وميليشيات المتمردين، وقُتل اثنان من الحراس واصيب ثمانية اخرون بجروح خلال المواجهات التي استمرت ساعتين، وفي أعقاب ذلك أطلقت الميليشيات صواريخ «غراد».

### 10 يناير
قُتل جنديان أوكرانيان في العملية وأصيب 20 آخرون بجروح خلال الساعات الأربع والعشرين الماضية في شرق أوكرانيا. سجل الجيش الأوكراني 14 هجوم انفصالي خلال نفس الفترة، وأطلق المتمردون أسلحة صغيرة وقنابل صاروخية ومدافع مضادة للطائرات ومدافع دبابة ومدفعية على مطار دونيتسك وبيسكي ومارينكا وهيرسك ومايورسك ولينينسكي وكرياكيفكا وأورلوف إيفانوفكا وبيريزوف وششاستيا وسوكولنيكي.
وخلال اليوم، فتحت القوات المؤيدة لروسيا النار على 34 موقعاً من المواقع الأوكرانية باستخدام اسلحة صغيرة وقنابل صاروخية ومدافع هاون ودبابات ومدفعية وقاذفات صواريخ متعددة «غراد». وكانت الأهداف الرئيسية مطار دونيتسك، بيريزوف، بوهدانيفكا، أفدييفكا، كاميانكا، تارامشوك، سلافن، دوسليدن، فوديان، سيفيرن، ماريينكا، تونينك، نوفوترويتسك، تشيرنوخين، نيكيشين، نيزنيي، سوكولنيكي، كريمسكي وريدكودوب.
وقُتلت امرأتان وفتاة من نفس العائلة في قرية كرياكيفكا، لوهانسك أوبلاست، عندما أطلقت الميليشيات المتمردة صواريخ «غراد» على المستوطنة، حاولت الدبابات وعدة رجال من الميليشيات تخويف المحققين العاملين في مسرح الجريمة، وأطلق الانفصاليون أسلحة صغيرة على رجال الشرطة، ولكن في نهاية المطاف تم صد الهجوم من أفراد كتائب «إيدار» و «كييف». 

### 11 يناير
قُتل جندي أوكراني في العمل وجُرح عشرة آخرين خلال ال 24 ساعة الماضية في منطقة دونباس. وأطلقت القوات الانفصالية 18 مرة على البؤر الاستيطانية الأوكرانية خلال نفس الفترة باستخدام أسلحة ثقيلة مثل المدفعية وقاذفات صواريخ متعددة «غراد»، كما أطلق المتمردون قاذفات قنابل يدوية وقذائف هاون، وركزت الهجمات على نوفوتوشكيفسك، نيكيشاين، تشيرنوخين، أوزيريانيفكا، ششاستيا محطة توليد الكهرباء، تروخيزبينكا، نوفوميايليفكا، مطار دونيتسك، بيسكي، كريمسكي وكرياكيفكا. وعلى النقيض من ذلك، اتهمت المصادر الموالية لروسيا الجيش الأوكراني ب 45 انتهاكا لوقف إطلاق النار. أعلن الرئيس الأوكراني بترو بوروشنكو أنه تم إجلاء ستة جنود جرحى بنجاح من مطار دونيتسك.
وبعد منتصف النهار، فتحت القوات الموالية لروسيا النار في 41 مرة على مواقع أوكرانية باسلحة صغيرة ومدافع الهاون وقنابل صاروخية وصواريخ مضادة للدبابات ومدافع دبابة ومدفعية وصواريخ «غراد»، هاجم المتمردون دوسليدن وتونينك وفوديان وبيسكي وهرانيتن وأفيديفكا وزولوت وميرن وأورلوف إيفانيفكا ونيكيشين وكريمسكي وريدكودوب وتشيرماليك وتشرنوخين وكرياكيفكا، وقالت وسائل الاعلام الانفصالية ان القوات الأوكرانية قصفت مدينة دونيتسك وشنت هجمات على طريق ستانيتسيا لوهانسكا وبخموتكا. وقالت المصادر نفسها إن قواتها في هورليفكا تحملت ست ساعات من إطلاق صاروخ «أوراغان» و «سمرتش» من أرتيميفسك ودزيرزينسكي.
أصيبت محطتان صناعيتان بأضرار جراء نيران المدفعية في مدينة دونيتسك وفي أفدييفكا المجاورة، وفي دونيتسك، احتجز 364 عاملا داخل منجم فحم «زاسياتكو» بعد أن أصيبوا بقذيفة فرعية، وأعاقت أربعة مراجل و 63 محولا. وفي الوقت نفسه، أصيب مصنع «أفديفكا فحم الكوك» مرارا بقذائف المدفعية التي أثرت على الطابقين الرابع والسادس من المبنى الرئيسي ومجمعات فحم الكوك والهيدروكربونات.

### 12 يناير
أصيب جنديان أوكرانيان بجروح خلال الساعات الأربع والعشرين الماضية.  وقامت الميليشيات الانفصالية بكسر الهدنة 63 مرة خلال نفس الفترة التي أطلقت فيها قذائف هاون وصواريخ مضادة للدبابات ومدفعية وقاذفات صواريخ متعددة «غراد»، قصفت الميليشيات مطار دونيتسك، أفدييفكا، تونينكي، بيسكي، أوبيتن، هرانيتن، أوجليغورسك، لينينسكي، هنوتوف، نيكيشاين وأوتراديفكا. وزعمت مصادر المتمردين أن قوات القوزاق استولت على قرية نوفوتوشكيفسك، ولكن تم رفض ذلك كخدعة من قبل حاكم مقاطعة لوهانسك هينادي موسكال. وزعم رئيس الوزراء الانفصالي في جمهورية دونيتسك الشعبية الكسندر زاخارتشينكو أن مقاتليه قتلوا وأصيبوا حوالي 200 جندي أوكراني خلال ال 24 ساعة الماضية.
أنشأ مجلس الأمن الوطني الأوكراني سبعة نقاط تفتيش حول الأراضي التي يسيطر عليها المتمردون لمراقبة حركة الأشخاص والبضائع.
نفذت القوات الموالية لروسيا 58 هجوما على مواقع أوكرانية منذ منتصف الصباح باستخدام اسلحة ثقيلة مثل مدافع الهاون والدبابات والمدفعية وقاذفات صواريخ متعددة «غراد»، واستهدفت الميليشيات المواقع الاستيطانية الأوكرانية في 29 مستوطنة، منها شيرماليك وهنوتوف وكراسنوهوريفكا وأوبيتن وبيسكي وهرانيتن وششاستيا ومطار دونيتسك.
تم الاستيلاء على جهاز الأمن في أوكرانيا في أسبوع من قبل قناصة أنثى تبلغ من العمر 19 عاما، اتهمت بقتل عشرة جنود أوكرانيين.
وقال وزير الخارجية الروسي سيرغي لافروف خلال مؤتمر صحفي في موسكو "هناك معلومات مثيرة للقلق للغاية" بأن القوات الأوكرانية تستعد لشن هجوم عسكري جديد. وصرح رئيس اللجنة البرلمانية للامن الوطنى والدفاع والمجلس الأعلى الأوكراني سيرهى باشينسكي "ان لدينا معلومات تفيد بان الجماعات الارهابية والجيش الروسي تجاوزا حجم الجيش الاوكرانى.

### 13 يناير
قُتل جندي أوكراني في العمل وعشرة جرحى خلال ال 24 ساعة الماضية. فتحت الميليشيات الانفصالية النار على المواقع الأوكرانية في 84 مناسبة، أكثر من أي يوم واحد قبل هدنة ديسمبر، أحد عشر مستوطنة أصيبت بنيران معادية، وذلك وفقا للجيش الأوكراني. انهار برج المراقبة في مطار دونيتسك بعد عدة أيام من القصف العنيف. وأدت هجمات بقذائف الهاون على ششاستيا إلى مقتل مدني واحد وإصابة اثنين من رجال الشرطة الأوكرانيين الليلة الماضية. أطلقت المدفعية المتمردة وقاذفات صواريخ متعددة عشر مرات على المواقف الأوكرانية حول نيزنجي، ششاستيا، ستانيتسيا لوهانسكا وكريمسكي، في لوهانسك أوبلاست.
قُتل ما لا يقل عن 13 مدنياً وأصيب 15 آخرون، بعد أن انفجر صاروخ «بي إم-21 غراد» بالقرب من حافلة الركاب في حاجز بوهاس بالقرب من فولنوفاخا. وقد تولى الانفصاليون في البداية المسؤولية عن هذه الحادثة، التي اعتقدوا أنها كانت تدميراً ناجحاً للحاجز الأوكراني. وأكد خبراء منظمة الأمن والتعاون في أوروبا الذين يتفقدون مكان الحادث أن «الصواريخ أُطلقت من اتجاه الشمال والشمال الشرقي».
كانت القوات الموالية لروسيا قد اطلقت النار على القوات الأوكرانية حول مدينة دونباس 57 مرة منذ الساعة السادسة مساء، باستخدام الدبابات والمدفعية وقاذفات صواريخ متعددة، واستهدف المتمردون المواقع الاستيطانية الأوكرانية في 26 موقعا. ومن بينها مطار دونيتسك وعدة مستوطنات في جيبات ديبالتسيف مثل نيكيشاين وأورلوف - إيفانيفكا وريدكودوب وكاميانكا وأولخوفاتكا ويونوكوموناريفسك. حول مدينة دونيتسك كانت هناك حوادث في بيسكي، أفدييفكا، تونينك، أوبيتن، ماريينكا، هرانيتن، زوريا ونوفوكالينوفو. وفقد المدافعون عن المطار ثلث مساحة المحطة الجديدة، بعد قتال عنيف هناك ترك ستة جنود أوكرانيين جرحوا. قصف المتمردين على المطار في وقت متأخر من المساء.
مدني آخر - هذه المرة فتاة تبلغ من العمر عامين - قُتلت من جراء القصف الموالي لروسيا في قرية هرانيتن.

### 14 يناير
قتُل جندي أوكراني و 17 جريحاً في منطقة دونباس على مدار ال 24 ساعة الماضية. شنت قوات المتمردين 75 هجوماً على مواقع أوكرانية خلال نفس الفترة، وإلى جانب مطار دونيتسك والمناطق المحيطة به، حيث شنت الميليشيات هجوما كبيرا آخر، هاجم الانفصاليون قرى ستاروميهايليفكا وتارانشوك وأركانهيلسك وتونينك ومالورليفكا ولينينسكي وششاستيا ومارينكا وبيسكي وأولينيفكا. استخدمت الميليشيات قاذفة صواريخ متعددة الطبقات من طراز توس-1 (قنبلة فراغية) لأول مرة منذ بداية الصراع ضد قرية فيسيلي. وأدى هجوم بالقنبلة على شاحنة «أورال» إلى إصابة جنديين أوكرانيين بجروح في منطقة تيبل، لوهانسك أوبلاست، داخل الأراضي التي تحتفظ بها أوكرانيا.
وقد فتحت القوات الموالية لروسيا النار على القوات الأوكرانية في 85 مناسبة خلال اليوم، واستمر هجوم المتمردين على مطار دونيتسك خلال الصباح. وقد سقطت قذائف الهاون على مدرسة ومساكن محلية في افدييفكا المجاورة حيث قتلت الدبابات الانفصالية مدنياً واحداً واصابت اثنين اخرين، أما الأماكن الأخرى التي أُصيبت بالنيران المعادية فهي نوفوكالينوفو وأوبيتن وتونينكي وأورليفكا وتروخيزبينكا وكريمسكي وأورلوف إيفانيفكا وميوس وريدكودوب وكاميانكا ونيكيشين وموهيلا أوستريا، كانت هناك 12 هجمة بواسطة صاروخ «غراد» على البؤر الاستيطانية الأوكرانية.

### 15 يناير
وفقا لما ذكره المتحدث باسم المركز الاعلامى التحليلى نسكى اندريه ليسينكو، قُتل جنديان أوكرانيان في العمل وستة جرحى خلال ال 24 ساعة الماضية، وأطلقت القوات الأوكرانية في 129 مناسبة، ووفقا للعقيد ليسينكو، كان هذا الرقم رقما قياسيا لهذا العام. وركزت الهجمات على مطار دونيتسك، وكان هناك هجوم كبير يجري حاليا على بيسكي، تونينك، كراسنوهوريفكا، وبوهدانيفكا. في الجبهة الشمالية - لوهانسك أوبلاست - استهدف المتمردون كرياكوفكا، فيرخنيا فيلخوفا، تروخيزبينكا، ستانيتسيا لوهانسكا، كريمسكي. وادعت وسائل الإعلام الموالية لروسيا أن معظم المدافعين الأوكرانيين انسحبوا من مطار دونيتسك.
أدان البرلمان الأوروبي «أعمال الإرهاب والسلوك الإجرامي التي ارتكبها الانفصاليون والقوات غير النظامية الأخرى في شرق أوكرانيا»، داعيا إلى فرض العقوبات على روسيا حتى توقف «سياستها العدوانية والتوسعية».
من الساعة 6 صباحاً إلى الساعة 6 مساءاً، أطلقت القوات الموالية لروسيا النار على القوات الأوكرانية 40 مرة باستخدام الأسلحة الصغيرة والقنابل الصاروخية وقاذفات اللهب، والدبابات والمدفعية وقاذفات الصواريخ المتعددة، وخاصة حول مطار دونيتسك، أطلق المتمردون هجوما كبيرا على المحطة الجديدة، مما أسفر عن مقتل اثنين من المظليين الأوكرانيين وجرح سبعة، وفقا لمصادر أوكرانية.  كما تعرضت القرى القريبة من بيسكي وأفيديفكا وتونينكي لقصف عنيف.  المناطق الأخرى التي تعرضت للهجوم هي كريمسكي، سوكولنيكي، تروخيزبينكا، ششاستيا.

### 16 يناير
قُتل ستة جنود أوكرانيين وجرح 18 آخرين خلال 24 ساعة. شنت القوات الانفصالية 82 هجوماً على المواقع الأوكرانية في نفس الفترة باستخدام مدافع الهاون والمدفعية وصواريخ «غراد»، قصف المتمردين مطار دونيتسك، بيسكي، تونينك، ششاستيا، كريمسكي، ستاري إيدار، تروخيزبينكا وفرونز. قُتل مدني واحد وأصيب ثلاثة آخرون بنيران المدفعية في أفديفكا. وادعت مصادر موالية لروسيا أن أربعة مدنيين قتلوا وأصيب ستة آخرون جراء القصف العنيف على مدينة دونيتسك. وفي الوقت نفسه، أعلنت بعثة منظمة الأمن والتعاون في أوروبا 138 انتهاكا لوقف إطلاق النار بين 15 و 16 يناير / يناير، و 64 انتهاكا نفذتها القوات الأوكرانية و 74 من جانب الميليشيات.
كان هناك 37 هجوما على القوات الأوكرانية منذ السادسة صباحا. واستمر الهجوم الموالي لروسيا على مطار دونيتسك حتى اليوم، وقتل أحد المظليين الأوكرانيين وأصيب أحد عشر بجروح، أطلق المتمردون قنابل الغاز المسيل للدموع لدعم هجومهم. وأدى القتال العنيف حول هرانيتن إلى مقتل جندي آخر وإصابة أربعة آخرين، من بينهم طبيب، وكان أحد الجنود والطبيب الذي قُتل أعضاء في كتيبة «آزوف»، استخدم الانفصاليون الدبابات والمدفعية، توقفت النيران المعادية بحلول الساعة الثامنة مساء. أما المستوطنات الأخرى التي استهدفتها الميليشيات فهي ماريينكا، بيسكي، تونينك، أوبيتن، ششاستيا، كريمسكي، تروخيزبينكا، أورلوف-إيفانيفكا ونيكولايفكا.  وفي نيكولايفكا، شمال ماريوبول، أصيب أربعة جنود أوكرانيين بجروح عندما أصيبت مواقعهم بقذائف الهاون ومدافع مضادة للدبابات والمدفعية، توقف القصف على منطقة بافلوبيل القريبة عندما ردت المدفعية الأوكرانية النار.

### 17 يناير
قُتل ثلاثة جنود أوكرانيين وجرح 18 في منطقة دونباس خلال ال 24 ساعة الماضية. وكان هناك 82 هجوماً على المواقع الأوكرانية في نفس الفترة، وقعت الحوادث الرئيسية في مطار دونيتسك، بيسكي، تونينك، ديبالتسيف، كاميانكا، بوباسنا، ريدكودوب، نيزنيتيبل، كريمسكي وششاستيا. وقد نُفذ هجوم بالقنابل على نقطة تفتيش في ستانتسيا لوهانسكا عندما تم اعطاء جندى صندوق عسل يحتوي على فخ على يد سائق سيارة، قتل جندي وجرح ثلاثة.
قُصفت منطقة مطار دونيتسك من قبل الانفصاليين، وقطعت خطوط العرض، ووصف الوضع بأنه «حرج». ويقال إن وحدات الاتصالات الإلكترونية الروسية العاملة في المنطقة قطعت أيضا خطوط الاتصالات مع القوات الحكومية، وردا على ذلك، بدأت القوات الأوكرانية هجوم مضاد مع عدد من الدبابات التي دخلت ضواحي دونيتسك خلال الليل والصباح في 18 يناير.
ومنذ الساعة 6 صباحاً، أطلقت القوات الموالية لروسيا النار على 43 حالة على القوات الأوكرانية، استخدمت الميليشيات صواريخ مضادة للدبابات والدبابات والمدفعية وقاذفات صواريخ متعددة «غراد» لقصف المواقع الاستيطانية الأوكرانية في تروخيزبينكا ونوفوكالينوفو وأفيديفكا وأوبيتن وبيسكي وهرانيتن ومارينكا وتونينك وبوباسنا وزيتسيف وكريمسكي.

### 18 يناير
أعلن المقر الأوكراني أن مرافق «المطار تم تطهيرها تماما من الانفصاليين» مع مقتل أربعة جنود وجرح 32 في منطقة دونباس. وسجل نفس المصدر 69 انتهاكا لوقف إطلاق النار من جانب الميليشيات المتمردة، وقعت الحوادث الرئيسية في مطار دونيتسك، كريمسكي، ششاستيا، تروخيزبينكا، أوبيتن، بيسكي، تونينك، نيكولايفكا، ماريينكا وميورسك، وأطلق الانفصاليون قذائف الهاون والمدفعية وصواريخ «غراد»، تم الإبلاغ عن القتال باليدين في ماريينكا وميورسك.
قتل جنديان أوكرانيان ومدنيان في الجبهة الشمالية عندما أطلقت وحدات القوزاق من «جيش الدون العظيم» صواريخ المدفعية «غراد» على تروخيزبينكا وششاستيا وبوباسنا. على مدار اليوم استمر القتال العنيف في منطقة المطار وجيب ديبالتسيف.
وذكرت وسائل الاعلام الانفصالية ان قواتها ردت هجوم الدبابات الأوكرانية على منطقة بوتيلوف، أصيبت ثلاث من الدبابات بأضرار نيران المدفعية. وفي وقت لاحق فجرت الميليشيات طريقا رئيسيا في الطريق السريع في بوتيلوف. وزعمت مصادر المتمردين نفسها أن سوخوي سو-25 الأوكرانية شنت غارتين جوويتين على مارينكا وبيتريفكا باستخدام صواريخ جو-أرض.
وقد فتحت القوات الموالية لروسيا النار على مواقع أوكرانية في 63 مناسبة طوال اليوم، واستهدفت الميليشيات بوهدانيفكا وأوغليغورسك وكراسنوهوريفكا وكرياكيفكا ولينين ونيكولايفكا ونوفوتوشكيفكا ونوفهورود ونوفوترويتسك وألكسندروف وأورلوف - إيفانيفكا وبيتريفسكي وسلافيانوسربسك وسميل وستاروناتيفكا وتونينكي وفرونزي وكريمسكي وهيفكا وبيسكي وفوديان ونوفوكالينوفو وأودراديفكا ، شيرماليك، نيزنج، ستانيتسيا لوهانسكا، ترويتسك، تشيرنوخين، تروخيزبينكا وبيرفومايسك.  وقالت مصادر في صحيفة دونيتسك إن جيشهم شن هجوما مضادا على القوات الأوكرانية المتجذرة في أفدييفكا وبيسكي.
وأوضح يوري بيريوكوف أن الجانب الأوكراني تم الحفاظ عليه حتى الآن، وفي العديد من المناسبات أثبتت أنها مهتمة بعقد هدنة، وأفادت التقارير أن مجموعة من المظليين الأوكرانيين تقدمت إلى ضواحي دونيتسك وشاركت في تبادل إطلاق النار بين الحين والآخر مع الانفصاليين، وعلق الصحفيون المقربون من المقر الأوكراني بسخرية مفادها أن الوحدة ربما «فقدت توجهها» وتقدمت إلى دونيتسك «عن طريق الخطأ»، وسخرت من الأساس المنطقي الذي قدمته الحكومة الروسية في وقت سابق لوجود المظليين الروس في أوكرانيا. 

### 19 يناير
قُتل ثلاثة جنود أوكرانيين وجرح 66 آخرون في منطقة دونباس خلال ال 24 ساعة الماضية.
وقد أكد المراقبون التابعون ل منظمة الأمن والتعاون في أوروبا على القذائف غير المنفجرة من جانب الانفصاليين من هورليفكا (محافظة دونيتسك) باستهداف ديبالتسيفي (دونيتسكا)، وغطى القصف مساحة كيلومتر واحد وأسفر عن مقتل ثلاثة مدنيين و 12 جريحا، لاحظ ميسيسون أيضا المبنى الذي دمره نيران المدفعية الواردة في دونيتسك ولوهانسك، لكنه لم يتمكن من تحديد اتجاه القصف.
كسر الانفصاليون الهدنة في 99 مناسبة بين عشية وضحاها، وأطلقت الميليشيات قنابل صاروخية وقذائف هاون وصواريخ مضادة للدبابات ومدفعية وصواريخ «غراد» على القوات الأوكرانية في ماكاروف وسوكولنيكي وكراسنوهوريفكا وتونينكي وترويتسكي وبوباسنا وتشرماليك وتالاكيفكا وكريمسكي وششاستيا وتروخيزبينكا وستانيتسيا لوهانسكا وبيسكي وكيروف، وهنوتوف ونيزنج. وادعت السلطات الموالية لروسيا أن قواتها استولت على قرية بيسكي.
سجل الجيش الأوكراني 34 حالة على الأقل من الهجمات على المواقع الأوكرانية على مدار اليوم، وقد فتحت القوات الموالية لروسيا النار على المواقع الأوكرانية باستخدام الأسلحة الصغيرة والقنابل الصاروخية والقذائف المضادة للدبابات وقذائف الهاون والدبابات والمدفعية والصواريخ «غراد» حول مطار دونيتسك وأفيديفكا وهرانيتن وتونينك ونوفوميهايليفكا وبوهدانيفكا وكراسنوهوريفكا وسلافني وبيسكي، ديبلتسيف، تسينترالي، لينينسك، نيكولايفكا، هنوتوف، شيرماليك، كريمسكي وستانيتسيا لوهانسكا.
وقد قُتل واحد من الأوكرانية «سايبورغ» - لقب المظليين الأوكرانيين المدافعين عن مطار دونيتسك - وجرح عشرة آخرين خلال هجوم المتمردين المجدد على المحطة الجديدة،  حيث انهار سقف الطابق الثاني بعد أن انفجر من قبل الميليشيات. وقد اصيب أربعة جنود أوكرانيين بجراح حول ماريوبول عندما قصفت القوات الانفصالية ترساناتها بقذائف الهاون وقاذفات قنابل يدوية وقذائف مضادة للدبابات ومدفعية، عاد الجانب الأوكراني إلى النار مرة أخرى. وذكرت وسائل الاعلام الأوكرانية ان ستة جنود أوكرانيين قتلوا نتيجة القصف المكثف على دبالتسيف المدفعية الموالية لروسيا.

### 20 يناير
أُصيب 19 جندياً أوكرانياً بجروح خلال ال 24 ساعة الماضية. وقالت الإدارة المدنية في دونيتسك أوبلاست إن ستة أشخاص قتلوا وجرح 55 شخصا، بينهم إصابات بين المدنيين والعسكريين. شنت الميليشيات الانفصالية 102 هجوما على مواقع أوكرانية خلال نفس الفترة باستخدام قنابل صاروخية وقذائف هاون ودبابات ومدفعية وقاذفات صواريخ متعددة، واستهدف المتمردون ستانتيسيا لوهانسكا وكريمسكي وفرخنيا فيلخوفا وتروخيزبينكا وسانزاريفكا ودونيتسكي وهيفكا وبيرفومايسك وبيسكي وششاستيا وميرونوفسكي وسميل ونوفهورود ومارينكا وكراسنوهوريفكا وتونينك ومستوطنات أخرى.
القوات المؤيدة لروسيا المدعومة بالدبابات والمدفعية شنت هجوما كبيرا على طريق بخموتكا، واستولت على نقطة تفتيش № 31، شمال فرونزي، وهددت نقطة تفتيش 29 إلى الغرب. وكان الهدف الرئيسي لعملية المتمردين عزل كريمسكي، وقد تم تجاوز قرية زولوبوك.   توفي ما لا يقل عن جنديين أوكرانيين في الهجوم، وفقا لكلام القائد سيمين سيمينشينكو.  وأصر المسؤولون الأوكرانيون والجنود على الأرض على أن الهجوم نفذ «ليس من قبل الانفصاليين أو القوزاق، بل من قبل الروس».
وفى مطار دونيتسك اقتحمت الميليشيات المتمردة الأرض والطابق الثانى من مبنى المطار الجديد، واستمرت القوات الأوكرانية في الطابق الأول من المبنى حتى انفجر الانفصاليون في الطابق الثانى مما تسبب في انهيارها، قُتل العديد من الجنود أو حوصروا تحت الأنقاض.
ذكر المستشار الرئاسى الاوكرانى يوري بريوكوف ان قافلة عسكرية تقطعت بهم السبل في الضباب وكمينت الميليشيات لكمين بينما كانت تحاول الوصول إلى مطار دونيتسك، بين ثمانية وأحد عشر جنديا أوكرانيا تم القبض عليهم وقتل عدد غير محدد.
ومنذ الساعة 6:00 صباحا سجل الجيش الاوكرانى 45 هجوما ضد القوات الأوكرانية، وبالإضافة إلى مطار دونيتسك وطريق باخموتكا قصف المتمردون ديبالتسيف ونيكيشين ومالورليفكا واوجليجورسك وكاميانكا وفيسيل وافيديفكا وبيسكي واوبيتن وهرانيتن وتونينك، قرية زوريا، بالقرب من ماريوبول، أصيبت بصواريخ المدفعية «غراد».

### 21 يناير
قتل جندي أوكراني وجرح 40 آخرين خلال 24 ساعة. شنت الميليشيات 76 هجوما على القوات الأوكرانية بين عشية وضحاها. واستمر القتال على طريق باخموتكا، حيث كان الجيش الأوكراني يحاول كبح هجوم المتمردين على الحواجز 29 و 31 نوفمبر. قصفت الدبابات الموالية لروسيا المواقع الأوكرانية بالقرب من دونيتسكي مساء أمس، وقصفت نقطة التفتيش رقم 29 بشدة طوال الليل. وأصيب العشرات من المساكن المدنية بأضرار في كريمسكي، التي تعرضت لهجوم صاروخ «غراد». حاولت المركبات المدرعة هجوم على نقاط التفتيش الأوكرانية بالقرب من هورليفكا، ولكن تم صدها مع خسائر فادحة.
من الساعة 6:00 إلى الساعة 18:00 فتحت القوات الموالية لروسيا النار على مواقع أوكرانية في 72 مناسبة. وقد اعترفت وزارة الدفاع الأوكرانية بأن عددا غير محدد من المظليين الأوكرانيين قتلوا في عمل أو أسروا أثناء قتال عنيف في مطار دونيتسك. كما أبلغوا عن إطلاق قذائف مدفعية و «غراد» على أفدييفكا وبيسكي وتونينك والاشتباكات بالقرب من ماريينكا. واستأنفت الميليشيات هجماتها في منطقة ماريوبول. وكان الهدف الرئيسي من المواقع الاستيطانية الأوكرانية في هنوتوف، وأطلق النار على ثماني مرات بقذائف الهاون والدبابات والمدفعية وقاذفات الصواريخ المتعددة. وأبلغ عن إطلاق نيران الأسلحة الصغيرة بالقرب من شيرماليك وتالاكيفكا، وسقطت قذائف هاون على القوات الأوكرانية في بافلوبيل وبيرفومايسك. كانت قرى أوجليغورسك وبولافين وأولخوفاتكا في جيب ديبالتسيف تحت نيران مكثفة. في ستانيتسيا لوهانسكا، تم تفجير الجسر الرئيسي على دونيتس سيفيرسكي من قبل المتمردين. واستمر القتال العنيف على طريق بخموتكا طوال اليوم، حيث استخدم المسلحون المدفعية الثقيلة والدبابات. وأصيبت قرية «كريمسكي» المجاورة مرة أخرى بصواريخ «غراد»، وأضرمت النار على ثلاثة مساكن مدنية.
وقتلت امرأة مدنية وجرح رجل في زولوت عندما سقطت أربعة صواريخ «غراد» في القرية.

### 22 يناير
قتل عشرة جنود أوكرانيين في العمل وأصيب 16 أو 19 آخرين خلال ال 24 ساعة الماضية في منطقة دونباس ومن بين القتلى ستة من المظليين الأوكرانيين الذين قتلوا خلال هجوم المتمردين على مطار دونيتسك. تم اعتقال 16 من المظليين الآخرين. وقال تقرير لمنظمة الأمن والتعاون في أوروبا إن 80 من المدافعين الأوكرانيين من المطار، الذين عولجوا في مستشفى في كونستيانتينيفكا، أظهروا أعراض متوافقة مع هجوم غاز سام، مثل التشنجات والقيء وضيق التنفس وفقدان الوعي. واعترف الجيش الأوكراني بأن قواتهم انسحبت من المحطات القديمة والجديدة لمطار دونيتسك، ولكنها أبقت على السيطرة على المطار والمناطق المحيطة به.
وأطلق متحدث باسم كتيبة دنيبرو 2 تقريرا يزعم أن الحزبين الأوكرانيين قاموا بتفجير قطار يحمل الفحم إلى روسيا في محطة كراسنا موهيلا بالقرب من سفيردلوفسك. وفي الساعة 8:40 صباحا انفجرت عدة قذائف في دونيتسك في 42 شارع كوبرينا (جنوب - جنوب غرب وسط المدينة)، وهو مكان مكتظ بالسكان خلال ساعات الذروة، مما أدى إلى مقتل سبعة أشخاص على الفور في عربة ترام وفي سيارة قريبة. لاحظ أعضاء بعثة منظمة الأمن والتعاون في أوروبا سم الحفر التي تقترح «هاون أو قطعة مدفعية» يجري إطلاقها من «الاتجاه الشمالي الغربي». وبحلول وقت متأخر من المساء، بلغ عدد القتلى 15 شخصا، مع إصابة 20 شخصا.
أعلن الرئيس الاوكرانى بترو بوروشينكو ان القوات المدرعة الأوكرانية سادت ما وصفه بانه «معارك للدبابات». وادعى بوروشينكو أنه تم تدمير ثلاث دبابات للمتمردين وشاحنتين محملتين بالذخيرة، كما تم القبض على عدة ناقلات جنود مدرعة ومركبات قتالية. وكان الجيش الأوكراني قد أبلغ عن «مبارزة للدبابات» بالقرب من قرية كريمسكي في الساعة 10 صباحا. في وقت سابق، قال سيمين سيمينشينكو أن أعضاء اللواء الميكانيكي ال 24 الأوكراني هدموا ثلاث دبابات على الأقل على طريق باخموتك في منطقة الحاجز 31. تم تعطيل خزان آخر من قبل بندقية عديمة الارتداد أثناء محاولة تجاوز الحاجز رقم 29. وقد عرقلت الطرق الجليدية مزيدا من الجهود لتطويق الموقف الأوكراني. تعرضت قرية توشكيفكا المجاورة لقصف مدفعي من ستانخانوف.
قتل طفل يبلغ من العمر تسع سنوات، وأصيب شقيقه الأكبر وجدته عندما قصفت قوات المتمردين قرية ماريينكا، جنوب غرب دونيتسك.

### 23 يناير
وقتل ثلاثة جنود أوكرانيين في العمل و 50 جريحا في الساعات ال 24 الماضية. وأطلقت القوات الانفصالية النار على المواقع الأوكرانية في 115 مناسبة. وقتل ثلاثة مدنيين بعد قصف عنيف في جيب ديبالتسيف، واثنان في ميرونوفسكي ، وواحد في ديبالتسيف نفسه. القصف المكثف ترك أيضا مدينة ديبالتسيف دون السلطة. وحدث نفس الشيء في أفدييفكا ومارينكا. أعلنت الحكومة الأوكرانية أنها سوف تحقق في الاستخدام المفترض للأسلحة الكيميائية من قبل القوات الموالية لروسيا خلال الهجوم على مطار دونيتسك في 16 يناير، كما ذكرت بعثة منظمة الأمن والتعاون في أوروبا.
واستمر القتال العنيف على طريق بخموتكا. وقالت مصادر أوكرانية أن نقطة تفتيش نو 31، التي تركتها القوات الأوكرانية بعد الهجوم الموالي لروسيا، ظلت بدون طيار وتحت مدفعية ثقيلة من الجانب الأوكراني. قصفت المدفعية المتمردة في المنطقة كريمسكي، تروخيزبينكا، نوفوتوشكيفكا ونيزنيي. تعرضت ششاستيا وفالويسكي ومستوطنات أخرى لهجوم بالدبابات وقذائف الهاون. وأطلقت المدافع المضادة للطائرات على المواقع الاستيطانية الأوكرانية حول كريمسكي. تعرض هجوم على المواقع الأوكرانية في نوفوتوشكيفكا للضرب بقصف مدفعي.
ادعى الجيش الأوكراني أن العمود المدرع المتمرد كان مدفوعا بخسائر فادحة بين أوبيتن وفوديان. وادعى الأوكرانيون أن 50 مسلحا قتلوا وأخذ خمسة آخرين سجناء وأصيبت أربع دبابات وقطعت مدفعية وعدد من المركبات المدرعة.
وقال زعيم المتمردين الموالين لروسيا في شرق أوكرانيا، ألكسندر زاخارشينكو، إن قواته في الهجوم ولا يريد محادثات هدنة مع كييف. كما هدد بأنه سيصدر أمرا «بعدم أخذ أي سجناء»، أدانت منظمة حقوق الإنسان التذكارية الروسية بيانه.
ادعت ميليشيات المتمردين الاستيلاء على قرية كراسني بارتيزان، حيث قتلوا أربعة جنود أوكرانيين، وقدموا عشرة سجناء.
على الرغم من التراجع من المطار واصلت القوات الأوكرانية لقصف المنشأة. وفي 23 يناير / يناير، أفاد الانفصاليون الروس عن مقتل 24 جنديا في المطار جراء هجوم صاروخي متعدد. في 24 يناير قامت القوات الأوكرانية بضربة أخرى على المطار واستغرقت 10 جنود انفصاليين سجين بالقرب من المطار.

### 24 يناير
لقى جندي أوكراني مصرعه واصيب 20 اخرون بجروح خلال الساعات الاربع والعشرين الماضية. واستخدمت القوات الموالية لروسيا قاذفات قنابل يدوية ومدافع هاون ودبابات ومدفعية وقاذفات صواريخ متعددة «غراد» لقصف المواقع الأوكرانية في جميع أنحاء مدينة دونيتسك، وفي منطقة لوهانسك أوبلاست وفي جيبات ديبالتسيف. نقطة تفتيش نو 29، بالقرب من نوفوتوشكيفكا، وكان الهدف من «غراد» الصواريخ وقذائف الهاون والمدفعية في عشر مناسبات. وأفاد الجيش الأوكراني 27 هجوما على قواتهم بين عشية وضحاها.
لقى ما لا يقل عن 30 مدنيا مصرعهم في هجوم صباح اليوم على الضواحى الشرقية لماريوبول.

### 25 يناير
قتل أربعة جنود أوكرانيين في العمل و 17 جريحا في الساعات ال 24 الماضية. سجل الجيش الأوكراني 103 هجمات على قواتهم بين عشية وضحاها. وفقط في منطقة لوهانسك، أطلقت الميليشيات الموالية لروسيا 44 مرة ضد البؤرة الاستيطانية الأوكرانية، وخاصة على طريق باخموتكا. وقعت الحوادث الرئيسية على ششاستيا، بوباسنا، نوفوتوشكيفكا، كريمسكي، ترويتسك وستانيتسيا لوهانسكا. وقتل مدني واحد في ترويتسك عندما شن القوزاق من «جيش الدون العظيم» هجوما بقذائف الهاون. قتل مدني آخر بصواريخ «غراد» في بوباسنا. كما قتل زوجان في ستانيسيا لوهانسكا. واستمر القصف العنيف على بلدة ديبالتسيف، التي لا تزال بدون سلطة. أكثر من 60 منزلا دمرت أو دمرت في حين أن غالبية سكانها فروا من المنطقة.
في أماكن أخرى، استخدمت القوات الانفصالية نيران القناصة وقاذفات القنابل اليدوية ومدافع الهاون والدبابات والمدفعية وقاذفات الصواريخ المتعددة «غراد» ضد المواقع الأوكرانية في بيرفومايسك وسانزاريفا ونيكيشين وهرانيتن وتونينك وتشرنوخين وتشرماليك وهيرسك وسيفيرن. حاول المتمردون اقتحام نوفوهريهوريفكا، لكن المدافعين صدوا الهجوم. هاجمت الدبابات الموالية لروسيا سانزاريفكا، حيث لا يزال القتال العنيف جاريا.
وظل 20 من المظليين الأوكرانيين من مطار دونيتسك مفقودين بعد أن اقتحم المتمردون المحطة الجديدة في 19 يناير / يناير. وافترضت السلطات الأوكرانية أن بعض الجنود قد لا يزالون محاصرين تحت الأنقاض بعد انهيار سقف المحطة. وقتل ثلاثة مدنيين آخرين في بوباسنا عندما استأنف «جيش العظيم الكبير» الذي أطلق على نفسه قصف المدينة.
وأدى هجوم انتحاري بسيارة مفخخة على نقطة تفتيش أوكرانية بالقرب من ماريينكا إلى مقتل جندي وجرح آخر في الليل.

### 26 يناير
قتل سبعة جنود أوكرانيين في العمل و 25 جريحا في الساعات ال 24 الماضية. سجل الجيش الأوكراني 115 هجوم انفصالي على مواقع أوكرانية في نفس الفترة. واستخدم المتمردون قاذفات قنابل يدوية ومدافع هاون ودبابات ومدفعية وقاذفات صواريخ متعددة «غراد». واستمر القتال العنيف حول سانزاريفكا في جيب ديبالتسيف حيث شنت القوات الموالية لروسيا هجوما تدعمه الدبابات في 25 يناير / يناير. المعقل الأوكراني الرئيسي كان الهدف من صواريخ «غراد» في ست مناسبات. لقى شخصان مصرعهما في ستانتسيا لوهانسكا بعد ان قصفت المدفعية المتمردة المدينة. وقد تم اجلاء معظم سكانها. في المنطقة نفسها، كانت الأعمدة المدرعة الموالية لروسيا تحاول عبور نهر دوفس سيفيرسكي في نقاط مختلفة.
في غضون اليوم واصلت القوات الموالية لروسيا هجومها على سانزاريفكا. حاولت الميليشيات اقتحام المواقع الأوكرانية ثلاث مرات، بدعم من الدبابات والمدفعية. وعادت المدفعية الأوكرانية النار. وأبلغ عن قصف عنيف في مواقع أخرى حول جيب ديبالتسيف مثل لوهانسكي وميوس ونيكيشين وترويتسكي. وفي مطار دونيتسك، سقطت قذائف الهاون والمدفعية على المواقع الاستيطانية الأوكرانية في أفدييفكا، وبسكي هرانيتن، ومارينكا. وفي منطقة لوهانسك، استخدم المتمردون مدفعية وقاذفات صواريخ متعددة لقصف قرى ستانيتسيا لوهانسكا وششاستيا وكريمسكي ونوفوتوشكيفكا. وفي منطقة ماريوبول، أصابت قذائف الهاون قريتي شيرماليك ونيكولايفكا.

### 27 يناير
وفقا للمتحدث باسم مجلس الأمن القومي والدفاع في أوكرانيا مركز المعلومات التحليلية بولكوفنيك أندري ليسينكو قتل تسعة جنود أوكرانيين في العمل و 30 جرحى خلال ال 24 ساعة الماضية. وكان هناك 120 هجوما على المواقع الأوكرانية في نفس الفترة. وقال فلاديسلاف سيليزنيف المتحدث باسم الأركان الأوكرانية أن القوات الخاصة الأوكرانية دمرت ست طائرات تدريب ونقل وأربع طائرات هليكوبتر تحت سيطرة المتمردين في مكان لم يكشف عنه. والطائرتان كانتا من طراز أن-2، واثنتان من طراز ياك 52، وواحدة من طراز ياك 50، وواحدة من طراز L-39، وطائرات الهليكوبتر الأربعة من طراز مي-24.
وذكرت وسائل الاعلام الانفصالية ان قوات القوزاق شددت قبضتهم حول بلدة دبالتسيف حيث قاموا بحفر الخنادق. وأطلقوا نيران المدفعية والأسلحة الصغيرة على القوات الأوكرانية لليوم الثالث على التوالي. وادعت الميليشيات أنها استولت على مدينة بوباسنا وقريتي كراسني باكار ولوزوف، مما أغلق الفجوة تقريبا على جيب ديبالتسيف. وفي وقت لاحق من المساء، قالت المصادر نفسها إن القوات الأوكرانية تنسحب من ديبالتسيف. واعترفت السلطات الأوكرانية بان الوضع في جيب ديبالتسيف كان قاسيا، بيد انها ذكرت ان القوات بقفت في مواقعها بالرغم من الهجمات المتكررة الموالية لروسيا. وتعرض معقل اوكرانيا لسانزاريفكا لهجوم دبابة استمر اربع ساعات، وتعرضت محاولة أخرى للاقتحام على ريدكدوب للضرب بعد الفجر بعد معركة استمرت 40 دقيقة. وكانت مستوطنات أخرى في جيب ديبالتسيف مثل نيكيشين، لوهانسكي، ترويتسكي وديبالتسيف نفسها هدفا للقصف العنيف. عادت المدفعية الأوكرانية النار.
وأفاد الجيش الأوكراني أيضا عن قتال جديد على طريق باخموتكا. ضربت المدفعية وقذائف الهاون المواقف الأوكرانية حول كريمسكي، نوفوتوشكيفكا وسلافيانوسيربسك. القوات الأوكرانية النار مرة أخرى. وفي مناطق أخرى، أصيبت نوفوترويتسك ونوفهريهوريفكا بقذائف الهاون والمدفعية. كما سقطت قذائف الهاون على أورليفسك، شمال ماريوبول، في حين قصفت المدفعية المتمردة بالقرب من شيرماليك.

### 28 يناير
قتل ثلاثة جنود أوكرانيين في العمل و 15 جريحا في الساعات ال 24 الماضية؛ تم تسجيل 126 هجوم انفصالي على المواقع الأوكرانية في نفس الفترة. ولا تزال أسوأ حالة في جيب ديبالتسيف، حيث جمعت الميليشيات 2500 جندي و 35 دبابة و 50 عربة مدرعة و 50 قطعة مدفعية و 22 قاذفة صواريخ متعددة. تعرضت مدينتا تشيرنوخين وديبالتسيف نفسها لقذائف الهاون و «غراد». وقد تعرضت محطة القطار في ديبالتسيف لأضرار جسيمة جراء الصواريخ. في الجبهة الشمالية استمرت المعركة من أجل طريق بخموتكا بلا هوادة. هاجمت قذائف الهاون والمدفعية المتمردة المواقع الاستيطانية الأوكرانية حول سوكولنيكي، كريمسكي، ماكاروف، ششاستيا، فيلخوف وستانتسيا لوهانسكا. كانت نيزنج وتيبل هدفا لقاذفات صواريخ متعددة «غراد». وزعمت القوات الأوكرانية في المنطقة أنها دمرت دبابة واحدة ومدفعية ذاتية الدفع وهاون «نونا» ذاتية الدفع. وفي المنطقة المحيطة بدونيتسك، قصفت القوات الموالية لروسيا بقذائف الهاون والمدفعية بقذائف هرانيتن وبيسكي وأوبيتن ومارينكا وسلافني. وصدت القوات الأوكرانية لاعتداءين من المتمردين في منطقة بيسكي وفوديان ونوفوباخموتيفكا.
بدون إمدادات الطاقة والغاز والمياه لليوم التاسع على التوالي، كان سكان ديبالتسيف على شفا كارثة إنسانية. قتل ستة أشخاص وجرح 12 آخرين خلال الساعات ال 48 الماضية في هورليفكا، نتيجة القتال العنيف في المنطقة، وقتلت امرأة في أفدييفكا عندما أصاب صاروخ مدفعي «غراد» منزلها.
وقالت مصادر من كتيبة آزوف إنهم فقدوا جنديين قتلا وجرح ستة آخرون بالقرب من هرانيتن أثناء تبادل المدفعية خلال الصباح. واستمر الهجوم الموالي لروسيا على جيب ديبالتسيف في المساء. أطلقت الميليشيات النار على القوات الأوكرانية باستخدام مدافع الهاون والدبابات والمدفعية. ووقعت ثلاث هجمات على سانزاريفكا، وأوغليغورسك، وديبالتسيف. وقد أصيبت قرى ترويتسك وبوباسنا ومهيل هوسترا وأورلوف - إيفانيفكا وتشرنوخين ونيكيشين وميوس وريدكودوب ومولوديزن ونوفورليفكا مرتين. كما تم الإبلاغ عن القصف على فيرهوليفكا، لوزوف. كاميانكا وميهايليفكا. وفي مدينة دونيتسك، سقطت قذائف الهاون والمدفعية على بوهدانيفكا، وأطلقت صواريخ «غراد» مرتين على أوبيتن وبيسكي ومارينكا ونوفوميهايليفكا. قرية نيكولايفكا، شمال ماريوبول، أصيبت بقذائف الهاون.
في لوهانسك، أصيبت منطقة أرتيميفسكي بشدة بصواريخ واردة، حددها خبراء منظمة الأمن والتعاون في أوروبا أن القاذفات القنابل العنقودية المضادة للأفراد التي يبلغ عددها 9M55K يتم تسليمها عادة باستخدام قاذفة من طراز سم-30 من طراز شمال شرق-شمال. توفي مدنيان وجرح اثنان آخران نتيجة القصف.

### 29 يناير
قتل خمسة جنود أوكرانيين وجرح 29 آخرين خلال ال 24 ساعة الماضية في منطقة دونباس. نفذت القوات الانفصالية 103 هجمات على المواقع الأوكرانية في نفس الفترة. وقال مسؤولون مؤيدون لروسيا إن سبعة من رجال الميليشيات قتلوا في العمل وأصيب 41 بجروح خلال الليل. اعترف الجيش الأوكراني أن مطار دونيتسك قد فقدت أي أهمية إستراتيجية بعد تدمير مرافقها الرئيسية. انسحبت القوات الأوكرانية 1.5 كم من مهبط الطائرات. في منطقة ياسينوفاتا، دخلت الميليشيات قرية فيرهنيتوريتسك.
في الوقت نفسه، استمر هجوم المتمردين على جيب ديبالتسيف على قدم وساق. اقتحمت القوات الانفصالية مالورليفكا بين عشية وضحاها، لكن تقدم المدافعون الأوكرانيون تقدمهم. انفجرت الدبابات الموالية لروسيا من هورليفكا إلى أوغليغورسك في الصباح الباكر، حيث التقت القوات الأوكرانية في وسط المدينة. اندلع قتال عنيف في المساء، على الرغم من مزاعم «آزوف» بأن الهجوم تعرض للضرب، وأن الحرس الوطني الأوكراني كان «ينظف» الانفصاليين المتبقين. وأفادت وسائل الإعلام المتمردة أيضا القبض على ميهايليفكا، وتدمير سبع دبابات الأوكرانية وتسع سيارات قتال المشاة. قتل ستة مدنيين وجرح خمسة في المنطقة خلال ال 24 ساعة الماضية.
وادعى المتمردون أن 14 جنديا أوكرانيا سلموا أنفسهم إلى الميليشيات.
تم إجلاء أكثر من 600 من سكان أفدييفكا وسفيتلودارسك وديبالتسيف. وأفادت السلطات الانفصالية عن مقتل 11 شخصا في مدينة دونيتسك بعد قصف مدفعي مكثف من قبل القوات الأوكرانية.
ظهرت أدلة على وجود القوات الروسية في دونباس اليوم عندما نشر الصحفي لوسيان كيم مقابلة مع القائد الأوكراني للدبابات أليكسي شابان. ووصف الضابط الأوكراني معركة دبابات في 22 يناير / يناير بالقرب من سانزاريفكا، عندما ادعى أن دبابة هدمت دبابة من طراز T-64 بف المؤيدة لروسيا. وذكر شابان أنه هو ومرؤوسيه نجوا من حياة أفراد الطاقم الذين فروا من الذعر. وقد استعاد الضابط الأوكراني هاتفا محمولا يحمل بطاقة سيم روسية من الدبابة، على ما يبدو ينتمي إلى قائد دبابة روسية. نشرت شابان صورة من الهاتف في الفيسبوك. تظهر الصورة رجل في منتصف العمر يرتدي زي ناقلا روسيا فوق دبابة. ثلاثة أرقام هواتف وجدت في قائمة الاتصال الهاتف كان رموز المنطقة من مدينة فورونيج

### 30 يناير
قتل خمسة جنود أوكرانيين وجرح 23 آخرين خلال ال 24 ساعة الماضية في منطقة دونباس. هاجمت الميليشيات المواقف الأوكرانية في 87 مناسبة بين عشية وضحاها.
استمر هجوم المتمردين على جيب ديبالتسيف. كان القتال الشرس جاريا في أوغليغورسك، حيث اعترفت السلطات الأوكرانية بأن الانفصاليين سيطروا على بعض مناطق المدينة على الأقل. وقال رجال الميليشيات على الأرض إن المقاومة الوحيدة المتبقية جاءت من القوات الأوكرانية الراسخة في محطة القطار المحلية. قتلت المدفعية الموالية لروسيا سبعة مدنيين في ديبالتسيف نفسها. عند هذه النقطة كان خط المواجهة على بعد 15 كم فقط.
في منطقة طريق باخموتكا، أطلقت قوات المتمردين النار على القوات الأوكرانية حول كريمسكي وششاستيا بالدبابات وصواريخ مضادة للدبابات. وكان ششاستيا نفسها هدفا لصواريخ «غراد». تعرضت كريمسكي وهيرسك للهجوم ثلاث مرات باستخدام مدافع الهاون والمدفعية. بالقرب من مدينة دونيتسك، هبطت قذائف الهاون في بيسكي وفوديان.
بالقرب من ماريوبول، أصابت المدفعية وقذائف الهاون قريتي أورليفسك وتالافكيفكا، بينما سقطت صواريخ «غراد» في هنوتوف. وفي وقت متأخر من المساء، أطلقت الميليشيات صواريخ «غراد» مرة أخرى، وهذه المرة في تالافكيفكا.
في دونيتسك قتل خمسة مدنيين وجرح 8 من «قنابل مدفعية من عيار 122 ملم» انفجرت في حي كويبيشيفسكي. وحدد خبراء منظمة الأمن والتعاون في أوروبا القنابل اليدوية القادمة من الاتجاه الشمالي الغربي.
تم إحباط محادثات السلام وسط تزايد العنف في شرق أوكرانيا ومخاوف من هجوم المتمردين على مدينة ماريوبول السكانية البالغ عددها 500,000 نسمة.

### 31 يناير
وفقا لوزير الدفاع، العقيد ستيبان بولتوراك، قتل خمسة عشر جنديا أوكرانيا في العمل و 30 جرحى خلال ال 24 ساعة الماضية في دونباس. وقال ان دبالتسيف وقع جزئيا تحت سيطرة قوات المتمردين. وفي منطقة مطار دونيتسك قتل 14 جنديا أوكرانيا وألقي القبض على 30 شخصا. قتل ثلاثة مدنيين - اثنان في ديبالتسيف وآخر في ماريينسكي - عندما قصفت القوات الانفصالية المنطقة بين عشية وضحاها. وقد تعرضت بلدة دبالتسيف وقرية ترويتسك لنيران من طراز «غراد»، بينما سقطت قذائف الهاون والمدفعية على تشرنوخين وريدكودوب. وفي مناطق أخرى، سقطت صواريخ «غراد» وصواريخ مضادة للدبابات في ميهايليفكا وبيسكي وفوديان وستاري إيدار وششاستيا وتروخيزبينكا. وأصيبت قذائف الهاون والمدفعية فيرنهيتوريتسك وبوهدانيفكا وبيتروفسكي وسلافني وفالييسك ولوهانسكي وسوكولنيكي وتروتشيزبينكا وهرانيتن وستانيتسيا لوهانسكا وستاري إيدار.
خلال الأيام الثلاثة الماضية، قامت القوات الأوكرانية بإجلاء 956 شخصا - من بينهم 161 طفلا - من مدن ديبالتسيف وأفيديفكا وسفيتلودارسك. وانتقل رجال الإنقاذ 310 من السكان المدنيين من ديبالتسيف وحدها.
ذكرت وسائل الاعلام الأوكرانية ان أوجليغورسك كان «الآن حقا في أيدي قوات العدو»، بعد الهجوم المضاد الأوكراني سيئة المنال الذي ترك أربعة دبابات الجيش الأوكراني المعوقين. انسحبت القوات الأوكرانية المتبقية من المدينة. القصف الانفصالي أسفر عن مقتل 12 مدنيا مدنيا في ديبالتسيف نفسها. وتم رصد هجوم مدفعي على تشيرنوخين من قبل القوات الأوكرانية، وتم رصد عمود مدرعة موالية لروسيا بواسطة طائرة بدون طيار وضربها صواريخ «غراد» التي أطلقها الجيش الأوكراني بالقرب من ساخانكا، في منطقة ماريوبول. دمرت دبابة واحدة وقتل عدد غير محدد من رجال الميليشيات.

## فبراير

### 1 فبراير
وقتل 13 جنديا أوكرانيا وجرح 20 آخرين خلال ال 24 ساعة الماضية في منطقة دونباس. وقتل سبعة مدنيين وجرح ستة آخرون بنيران المدفعية على جيب ديبالتسيف في نفس الفترة. قتل العميد عيسى مناييف في معركة حول ديبالتسيف. وأصيب قائد الكتيبة دونباس سيمن سيمينشينكو وأصيب أربعة من مرؤوسيه في محاولة لاستعادة أوغليغورسك. وتم إجلاء 11 جنديا أوكرانيا آخرين إلى مستشفى خاركيف. يذكر ان سبعة افراد من كتيبة «فوستوك» الانفصالية اطلقوا سراحهم على يد القوات الأوكرانية بالقرب من مطار دونيتسك بعد ان تم القضاء على فصيلة هاون من المتمردين وقتل قائدها. وادعى الأوكرانيون أيضا أنهم دمروا قاذفة صواريخ متعددة. وفي الجبهة الشمالية، شنت القوات الموالية لروسيا هجمات صاروخية «غراد» على بوباسنا وزولوت وششاستيا وستانيتسيا لوهانسكا وماكاروف. وقتل ثلاثة مدنيين وجنديين. وأصيب ثلاثة جنود آخرين.
خلال اليوم، قصفت الميليشيات بقذائف الهاون ستانيتسيا لوهانسكا وعدد من المواقع في منطقة طريق باخموتكا، مثل سوكولنيكي، كريمسكي، نوفوتوشكيفكا. كما تعرضت نوفوتوشكيفكا لقصف مدفعي، وسقطت صواريخ «غراد» في كريمسكي وزولوت. كانت المواقع الاستيطانية الأوكرانية في ششاستيا تستهدف قاذفات قنابل يدوية أوتوماتيكية. تم سياج هجوم المتمردين على كريمسكي من قبل القوات الأوكرانية. وحول مدينة دونيتسك، كانت بيسكي وتونينك هدفا لصواريخ «غراد»، في حين أصابت قذائف الهاون بيرفومايسك. أطلقت الدبابات والمدفعية الموالية لروسيا النار على المواقع الأوكرانية في نوفولاسبا وهرانيتن. وفي منطقة ماريوبول، سقطت الصواريخ المضادة للدبابات على نوفوسليفكا، وقصفت الدبابات الانفصالية نيكولايفكا. وأبلغ عن قتال جديد في جيب ديبالتسيف، حيث قصفت الميليشيات البوباسنا بقذائف الهاون والمدفعية. وكان ديبالتسيف نفسها هدفا لصواريخ «غراد» في أربع مناسبات. كما استخدمت قاذفات صواريخ متعددة «غراد» ضد تشيرنوخين. ضربت قذائف هاون ميوس، موهيلا-أوستريا وأورلوف-إيفانيفكا. هاجم الانفصاليون مالورليفكا، نوفورليفكا وترويتسك مع الأسلحة الصغيرة والمدفعية. هوجم المتمردين على لوهانسكي. في وقت سابق، حاولت أربع دبابات موالية لروسيا وسيارة مدرعة تجاوز حاجز أوكراني في فاششيفكا، ولكن تم صدها أيضا. وأصيب أحد حرس الحدود الأوكراني وجنديان بجروح. وقتلت امرأة مدنية وجرح اثنان آخران أثناء هجوم مدفعي على أفدييفكا.
وقام الجيش الأوكراني بإجلاء 204 مدنيين من ديبالتسيف و 65 من أفدييفكا. وأصيب ثلاثة جنود - اثنين من رجال الإنقاذ وجندي - وخمسة مدنيين بنيران معادية.
في نيران مخيم في خيرسون أوبلاست قتل ستة جنود أوكرانيين وجرح 11 شخصا.
وقال الدبلوماسي السويدي كارل بيلت، الذي علق على بيان منظمة الأمن والتعاون في أوروبا بشأن مشاورات مجموعة الاتصال الثلاثية في مينسك في 31 يناير 2015، أن الجمهوريات الانفصالية وروسيا لم تعدا تلتزمان باتفاق مينسك.

### 2 فبراير
وقتل خمسة جنود أوكرانيين وجرح 30 آخرين خلال ال 24 ساعة الماضية في منطقة دونباس. وفي منطقة طريق بخموتكا، توفي مدنيان وأصيب خمسة آخرون بالمدفعية المتمردة في قريتي كريمسكي ونوفوتشكيفكا. وبالإضافة إلى جيب ديبالتسيف، فتحت القوات الموالية لروسيا النار على المواقع الأوكرانية على أكثر من عشرة مستوطنات باستخدام الاسلحة الصغيرة والقنابل الصاروخية والدبابات والمدفعية وصواريخ المدفعية «جراد». يستهدف المتمردون قرى ستانتسيا لوهانسكا وششاستيا وتروخيزبينكا وستاري إيدار وفيلخوف وسوكولنيكي وفيرنيتوريتسكي وبيسكي وتونينك وأوبيتن ونوفوميايليفكا وفوديان وتشيرماليك.
واستمر جيب ديبالتسيف ليكون محور الاهتمام الانفصالي الرئيسي في دونباس. ومنذ الساعات الأولى من اليوم، أطلقت الميليشيات الموالية لروسيا صواريخ «غراد» على ديبالتسيف في 12 مناسبة. كما هبطت قذائف الهاون أربع مرات في المدينة المحاصرة. قرية كومونا المجاورة أصيبت مرتين. وكانت القوات الانفصالية قد هاجمت مرة أخرى نقطة التفتيش الأوكرانية في فاهشيفكا في الجزء الشرقى من جيب ديبالتسيف. وكانت هناك محاولتان لاقتحام البؤرة الاستيطانية، أحدهما بواسطة عمود من العربات المدرعة. وقد تعرض كل من الاعتداءين للضرب مرة أخرى. وقد هزت وسط بوباسنا انفجارات العديد من صواريخ المدفعية «غراد» في منتصف الصباح، ولم تقع إصابات. كما استخدمت قاذفات صواريخ متعددة «غراد» ضد قرى أورلوف - إيفانيفكا، نوفوهريهوريفكا، تسينترالني y ترويتسك. قصفت مدافع الهاون والمدفعية مواقع أخرى داخل جيب ديبالتسيف مثل ميوس، ريدكودوب، مالورليفكا، نوفورليفكا، ترويتسك ونوفوزفانيفكا. هاجمت الدبابات والمشاة الموالية لروسيا المعاقل الأوكرانية ل تسينترالني، تشيرنوخين وريدكودوب، لكن مدافعيهم كانوا مدافعين في نهاية المطاف.
أعلنت السلطات العسكرية الأوكرانية عن وجود ثمانية وعشرين «سايبورغ» في مطار دونيتسك.
ووفقا للمتحدثين باسم الميليشيات، تم إسقاط طائرة هجومية سو-25 وطائرة هليكوبتر تابعة للقوات الجوية الأوكرانية في 2 فبراير / شباط.

### 3 فبراير
قتل خمسة جنود أوكرانيين وجرح 27 آخرون خلال ال 24 ساعة الماضية في منطقة دونباس. نفذت القوات الانفصالية 134 هجوما على المواقع الأوكرانية في نفس الفترة. ووفقا ل بي بي سي وورلد نيوز، فإن ما يصل إلى 16 مدنيا قد قتلوا وجرح العشرات في غضون 24 ساعة. قتل قصف المتمردين ستة أشخاص في منطقة العمليات الغربية، خمسة منهم في جيب ديبالتسيف، وجرح 18 آخرين. وأفادت السلطات الانفصالية من جمهورية دونيتسك أن ثمانية مدنيين قتلوا وأصيب 22 آخرون بالمدفعية الأوكرانية. وزعموا أن الأوكرانيين أطلقوا النار 63 مرة على مواقع المتمردين بين عشية وضحاها.
وأعلن أنه بحلول 2 شباط / فبراير تم إجلاء 000 2 من سكان ديبالتسيف وأفيديفكا. وفي فترة ما بعد الظهر، تم التوصل إلى توافق في الآراء بين الميليشيات والجيش الأوكراني لإنشاء ممرين إنسانيين من أوغليغورسك وديبالتسيف. كما تم الاتفاق على انتعاش جثث الأفراد الأوكرانيين الذين قتلوا في أوجليغورسك.
وخلال اليوم، فتحت القوات المؤيدة لروسيا النار على 73 موقعا على مواقع أوكرانية، معظمها مرة أخرى في منطقة جيبالتسيف. واستخدم الجانب الأوكراني الأسلحة الصغيرة ومدافع الهاون والدبابات والمدفعية وقاذفات الصواريخ المتعددة. كانت هناك محاولات لاقتحام المواقف الأوكرانية في كومونا وتشرنوخين، في حين واصلت القوات الموالية لروسيا هجومها على فاششيفكا اليوم مع المشاة والدبابات. ادعى الجيش الانفصالي أنه قد اخترق الدفاعات الأوكرانية جنوب كاميانكا. وأفادت القوات الأوكرانية في ماريوبول عن تدمير دبابين موالين لروسيا. وفي منطقة طريق بكموتكا وستانيتسيا لوهانسكا، لجأت الميليشيات مرة أخرى إلى هجمات الدبابات الأحادية على المواقع الأمامية الأوكرانية الأمامية، والمعروفة أيضا باسم تكتيكات «دبابات التجوال».

### 4 فبراير
قتل أربعة جنود أوكرانيين وجرح 25 آخرين خلال ال 24 ساعة الماضية. سجل الجيش الأوكراني 78 هجوما على قواتهم في منطقة دونباس في نفس الفترة. وقتل ستة مدنيين وأصيب سبعة آخرون بالمدفعية المتمردة في المنطقة المحيطة بمدينة دونيتسك، وخاصة في ياسينوفاتا وأفيديفكا وماريينكا وأرتيميفسك.
وخلال اليوم، فتحت القوات الموالية لروسيا النار في 42 مناسبة على المواقع الأوكرانية. وقد اتخذت الإجراءات الرئيسية مرة أخرى في ديبالتسيف وحولها. استخدم المسلحون مدافع الهاون والدبابات والمدفعية وقاذفات الصواريخ المتعددة. توفي جنديان أوكرانيان خلال اشتباكات مع ميليشيات انفصالية في شيروين، شرق ماريوبول. كما أبلغ عن إطلاق نيران المدفعية المتمردة في بافلوبيل. وفي جيب ديبالتسيف، ادعت الميليشيات الانفصالية أن تحت سيطرتها قرى كاميانكا وسانزاريفكا وكراسني باكار وأجزاء من نوفورليفكا ومالورليفكا. وذكرت المصادر نفسها سقوط الحاجز رقم 29 على طريق بخموتكا.

### 5 فبراير
وقتل خمسة جنود أوكرانيين في العمل و 29 جريحا خلال ال 24 ساعة الماضية. قتل ستة مدنيين في دونيتسك أوبلاست - بينهم اثنان منهم في بلدة ديبالتسيف - و 12 جريحا نتيجة القصف الانفصالي على جيب ديبتسيف، أفدييفكا، ياسينوفاتا، وينانكيفو في نفس الفترة. وقد تم العثور على أحد الأوكرانية «سايبورج»، وهو لقب المظليين الذين دافعوا عن مطار دونيتسك، على قيد الحياة في أنقاض محطة مطار دونيتسك بعد ثمانية أيام دفنوا تحت الأنقاض. تم نقله إلى مستشفى في كييف. وادعت مصادر المتمردين أن جيش جمهورية دونيتسك تولى السيطرة الكاملة على أوغليغورسك، وأن القوات الأوكرانية المتبقية فرت إلى ديبالتسيفو. وكانت أقرب مقاومة أوكرانية لا تزال قائمة في منجم «أوغليغورسكايا»، محاصرة من قبل الدبابات الموالية لروسيا التي قصفت المرافق.
قتلت المدفعية الانفصالية خمسة من السكان المحليين في جيب ديبالتسيف خلال النهار. وفي فترة ما بعد الظهر، أطلقت القوات الموالية لروسيا النار على المواقع الأوكرانية في 49 مناسبة في جيب ديبالتسيف فقط. وقد نفذت معظم الهجمات على ميوس وتشرنوخين وترويتسك. وفي مناطق أخرى، سقطت قذائف الهاون والمدفعية في كريمسكي، على طريق باخموتكا. بيسكي وفوديان، في محيط مدينة دونيتسك، قصفت ثلاث مرات. وفي سرتانا، شرقي ماريوبول، سقطت عدة صواريخ «غراد» حول مواقع أوكرانية، وأطلقت النار على شاحنة عسكرية «كاماز» وأدت إلى إلحاق أضرار ببعض خطوط الأنابيب. ولم يبلغ عن وقوع إصابات بين المدنيين أو العسكريين.
وأطلقت ثلاث قذائف هاون على دورية تابعة لمنظمة الأمن والتعاون في أوروبا قامت بها قوات متمردة بالقرب من ستانيتسيا لوهانسكا. لم تقع إصابات أو أضرار.

### 6 فبراير
وقتل جنديان أوكرانيان وجرح 26 اخرون خلال ال 24 ساعة الماضية في دونباس. كانت هناك 104 هجمات انفصالية على المواقع الأوكرانية خلال نفس الفترة.
خلال النهار، فتحت القوات المؤيدة لروسيا النار على 61 مرة على القوات الأوكرانية. في الغسق، استخدمت الميليشيات الانفصالية المدفعية الثقيلة و «غراد» قاذفات صواريخ متعددة ضد البؤر الاستيطانية للجيش الأوكراني وكتيبة آزوف حول ماريوبول. وقال أفراد عسكريون أوكرانيون على الأرض إن قواتهم انسحبت من قرية ريدكودوب (ريدكودوب) غرب فاششيفكا، في جيب ديباتسيف، بعد أن استمرت أسبوعا دون إعادة تموين. تم الإبلاغ عن المعلومات من قبل سائق السباق والمتطوع الكسندر موشانوف. وكان سفياتوسلاف تسيهولكو، السكرتير الصحفي للرئيس بوروشينكو، قد أعلن عن عملية ناجحة لإجلاء الجنود المصابين من هذه المنطقة. كثف المتمردون هجومهم على نقطة التفتيش الأوكرانية بالقرب من فاششيفكا. لقى جنديان أوكرانيان مصرعهما واصيب عشرة اخرون بجراح بعد هجمات جديدة من جانب المشاة الانفصاليين. تعرض الهجوم للضرب مرة أخرى بدعم من الدبابات والمدفعية.
في هدوء قصير من القتال في معركة ديبالتسييف الجارية، وافقت قوات دبر والقوات الأوكرانية على إنشاء ممر إنساني في 6 فبراير، في محاولة أخرى للسماح للمدنيين المتبقين بالفرار من ديبالتسيف. وتمكن مئات المدنيين من الفرار.

### 7 فبراير
قتل خمسة جنود أوكرانيين وجرح 26 في منطقة دونباس خلال ال 24 ساعة الماضية. وقتل أحد السكان المدنيين بقذائف الهاون في منزله في هنوتوف، شمال ماريوبول. كما سمع إطلاق صاروخ «غراد» في المنطقة الشرقية من المدينة. قتل ستة مدنيين في مدينة دونيتسك بالقصف الأوكراني، وفقا لسلطات المتمردين.
وخلال النهار فتحت القوات الموالية لروسيا النار في 68 مناسبة على المواقع الأوكرانية. وقد شن المتمردون اعتداءين في منطقة جيبالتسيف، احدهما على نوفوهريهوريفكا وآخر في تشيرنوخين. وشمل الهجوم على نوفوهريهوريفكا استخدام خمس دبابات وحوالي 50 مسلحا. وصدت القوات الأوكرانية كلا المحاولتين. كما قصفت الدبابات الموالية للروس ميوس. وادعت الميليشيات أنها قمعت آخر مقاومة أوكرانية في منجم «أوجليغورسكايا».

### 8 فبراير
وقتل 12 جنديا أوكرانيا وجرح 24 في الساعات ال 24 الماضية. وقتل أربعة مدنيين وجرح ثلاثة آخرون في أفدييفكا وغيرها من المدن في جميع أنحاء مدينة دونيتسك خلال نفس الفترة. وفي جميع أنحاء المنطقة التي يسيطر عليها المتمردون، في الساعات ال 24 الماضية، قتل ثمانية مدنيين وأصيب 14 آخرون بقصف مدفعي عسكري أوكراني. سجلت السلطات الأوكرانية 111 هجوم انفصالي على المواقع الأوكرانية.
قتل جندي أوكراني وجرح اثنان عندما تعرضت قرية نوفوسليفكا بالقرب من ماريوبول لصواريخ «غراد» في وقت مبكر من صباح اليوم. وفي فترة ما بعد الظهر، قتل خمسة أشخاص وأصيب ثلاثة آخرون في ديبالتسيف عندما قصفت الميليشيات الانفصالية المدينة.
وطبقا لوسائل الإعلام الانفصالية، فإن ميليشيا المتمردين أخذت قرى كالينيفكا شمال شرق فوهلهيرسك وريدكودوب غرب فاششيفكا، دون قتال بعد انسحاب وحدات محلية من الجيش الأوكراني. وذكرت مصادر أوكرانية انسحاب القوات من ريدكدوب في 6 شباط / فبراير.

### 9 فبراير
توفي ما لا يقل عن تسعة جنود أوكرانيين في المعركة و 26 جرحوا خلال ال 24 ساعة الماضية. وقيل إن سبعة مدنيين قتلوا في ديبالتسيف وأفيديفكا نتيجة لقصف عنيف للمتمردين في نفس الفترة. ووفقا للسلطات المحلية قتل خمسة مدنيين وجرح 53 في مدينة دونيتسك خلال ال 24 ساعة الماضية.
وأثناء الصباح، زعمت مصادر انفصالية أنها استولت على قرية لوهفينوف الاستراتيجية، مما عرقل الطريق الاستراتيجي بين ديبالتسيف وأرتيميفسك. واعلن ادوارد باسورين المتحدث باسم الدفاع عن الجمهورية الشعبية في وقت لاحق ان ما بين 5 الاف و 6 الاف جندي أوكراني محاصرون داخل جيب ديباتسيف بعد ان اغلقت القوات المؤيدة لروسيا الفجوة في لوهفينوف. وذكر أيضا أن القتال استمر في كورنوخاين وديبالتسيف نفسها وأن الميليشيات استولت على نوفوهريهوريفكا والجزء الجنوبي من كاميانكا. وذكر المني سيمينشينكو أن هجوم المتمردين بقيادة الدبابات وعربات القتال المدرعة والمشاة احتوت عليه مفرزة من كتيبة «دونباس» والقوات النظامية الأوكرانية.
كان هناك ما يقرب من 80 هجوما على المواقع الأوكرانية خلال النهار، ومعظمهم في جيب ديبالتسيف. وأطلقت ثلاث صواريخ من صواريخ «غراد» على نوفوتوشكيفسك وكريمسكي، على طريق باخموتكا. وقال حاكم لوهانسك هينادي موسكال أن قرية كوميشني تضررت من صواريخ «غراد» التي أطلقت من الأراضي الروسية.

### 10 فبراير
وقتل سبعة جنود أوكرانيين وجرح 23 آخرين خلال ال 24 ساعة الماضية في منطقة دونباس. وفي جيب ديبالتسيف، انسحبت القوات الأوكرانية إلى مواقع تبعد 4 كم عن تشيرنوخين، وفقا لأعضاء منظمة الأمن والتعاون في أوروبا. كانت ترويتسك وتشرنوخين نفسها محاطة تماما بالقوات الموالية لروسيا في الصباح الباكر.
قامت كتيبة «آزوف» بمهاجمة ناجحة للانفصاليين من عدد من القرى شرق ماريوبول. بافلوبيل، شيرونكين، كومينترنوف، ليبيدينسك وبرديانسك تم الإبلاغ عن سيطرة الجيش الأوكراني. وفي المساء، قصفت المدفعية الانفصالية حاجز رقم 14 في منطقة ماريوبول الشرقية.
وقد أصيب مطار إيراني العسكري في كراماتورسك بصواريخ 41 «سمرتش» (أو «تورنادو-جي» عند الظهر. وكانت القوات الروسية الموالية لروسيا قد اطلقت الصواريخ من هورليفكا. أسفر الهجوم عن مقتل ستة عشر شخصا، وأصيب 64 آخرون - 35 مدنيا و 29 جنديا - بجروح. وأسقطت طائرة بدون طيار روسية في المنطقة قبل دقائق من الغارة.
وأطلقت القوات الانفصالية النار على المواقع الأوكرانية في 70 مناسبة خلال اليوم.
وذكرت وسائل الاعلام الانفصالية زيادة تركيز قوات الجيش الاوكرانى حول افدييفكا شمال دونيتسك. ومن المتوقع وقوع هجوم جديد على دونيتسك الذي يسيطر عليه المتمردون.

### 11 فبراير
قتل 19 جنديا أوكرانيا وجرح 78 خلال الساعات ال 24 الماضية في منطقة دونباس. نفذت القوات الانفصالية 104 هجمات على المواقع الأوكرانية في نفس الفترة. وأعلنت سلطات جمهورية لوهانسك إجلاء 272 من السكان المدنيين من تشيرنوخين، هورنياك وتسينترالني. وباستغلال الكفاح من أجل المدينة، فر حوالي 340 مجرما مدانا من سجن في تشيرنوخين. وعاد نحو 80 سجينا في وقت لاحق إلى السجن على إرادتهم. واستمر القصف المتواصل على البوباسنا، حيث قتل مدني واحد وأصيب ثلاثة آخرون وستانيتسيا لوهانسكا. ولم يبق في بوباسنا إلا 000 3 شخص من أصل 000 22 نسمة، بينما حاولت الميليشيات دخول المدينة.
وزعمت مصادر المتمردين أنه على الرغم من المحاولات المتكررة للخروج، فإن مفردات الجيش الأوكراني حول ديبلتسيف ظلت محاطة بقوات المتمردين. على الجانب الآخر، دحض مقر الجيش الأوكراني تطويق الجيش الأوكراني في منطقة ديبالتسيف. قتل ستة مدنيين وجرح ثمانية آخرون عندما أصابت المدفعية محطة للحافلات في وسط مدينة دونيتسك.

### 12 فبراير
قتل جنديان أوكرانيان وجرح 21 آخرين خلال الأربع والعشرين ساعة الماضية. واستمر القتال في الجبهة الجنوبية حول ماريوبول بعد الهجوم المضاد الأوكراني. احتجزت الميليشيات خط دفاعي بين ساخانكا وليننسك، في محاولة لتعطيل حرية الحركة الأوكرانية من جراء إطلاق نيران المدفعية. وفي الوقت نفسه، رفض المسؤولون الموالون لروسيا ادعاء كتيبة آزوف بأنهم احتلوا شيروين. ووفقا لهذا المصدر، تقدم الأوكرانيون على الأرض الحرام من خلال القرية فقط للانسحاب إلى مواقعهم السابقة تحت نيران المدفعية الثقيلة. وكانت محطة توليد الكهرباء في ششاستيا الواقعة على الجبهة الشمالية قد توقفت عن العمل بعد اصابتها بصواريخ «غراد» ومدفعية اطلقت من قرية فيسيلا هورا التي يسيطر عليها المتمردون. وظهرت سبع مقاطعات في منطقة لوهانسك أوبلاست.
وبعد 17 ساعة من المفاوضات في مينسك، وقع قادة أوكرانيا وروسيا وألمانيا وفرنسا اتفاق وقف إطلاق النار الذي سيتم تنفيذه في 15 فبراير. وبعد الاتفاق، حث الرئيس الروسي فلاديمير بوتين القوات الأوكرانية المحاصرة من قبل المتمردين على إلقاء أسلحتهم.
وقد فتحت القوات الموالية لروسيا النار في 69 مناسبة على القوات الأوكرانية خلال اليوم باستخدام مدافع الهاون والدبابات والمدفعية وقاذفات الصواريخ المتعددة. شن الجيش الأوكراني هجوما على لوهفينوف، بهدف إعادة السيطرة على الطريق بين ديبالتسيف وأرتيميفسك. قام الانفصاليون بهجوم مضاد بقيادة سبع دبابات، واستمرت معركة كبيرة. وقال قائد الكتيبة «دونباس» سيمن سيمنشنكو في وقت لاحق أن ثلاثة جنود أوكرانيين قتلوا وأصيب أربعة آخرون، وتعطلت دبابة واحدة وناقلة جنود مصفحة. كما شنت الميليشيات ثلاثة اعتداءات على المواقع الاستيطانية الأوكرانية حول تشيرنوخين وكاميانكا وديبالتسيف نفسها.
وفي منطقة ماريوبول، واصلت المدفعية الموالية لروسيا قصف المواقع الأوكرانية. أصيب بيرفومايسك بصواريخ «غراد»، وسقطت قذائف المدفعية في شيرماليك ونيكولايفكا. وقال أعضاء كتيبة «آزوف» إن شيروكين تعرضت للقصف الشديد بالدبابات ومدافع الهاون والمدفعية. كما أفاد الجنود بأنهم حاولوا تفكيك مواقعهم. وقد دمرت عدة منازل. وأطلقت المدفعية والدبابات الأوكرانية النار. حول مدينة دونيتسك، قصفت الميليشيات قريتي فوديان وبيسكي.

### 13 فبراير
وقتل أحد عشر جنديا أوكرانيا وجرح 40 آخرين بين عشية وضحاها. وأطلقت القوات الانفصالية النار على 111 موقعا على مواقع أوكرانية خلال ال 24 ساعة الماضية. القوات المدرعة الموالية للروس استعادة لوهفينوف بعد هزيمة الحرس الوطني الأوكراني وقوات الجيش الأوكراني الدفاع عن القرية. فقد الأوكرانيون ثلاث دبابات وانسحبوا عندما لم يكن هناك دعم للمركبات المدرعة. وادعى الجانب الأوكراني أنه جعل 17 سجينا. كان هناك نيران هاون في هرانيتن وتبادل المدفعية على طريق بخموتكا.
وذكرت مصادر من كتيبة «كريفاس» في جيب ديبالتسيفو ان ثمانية جنود اصيبوا بجراح خطيرة وخمسة قتلى ليوم واحد دون امكانية للاخلاء بسبب التطويق. وكانت مواقع الكتيبة تحت نيران كثيفة وتفتقر إلى دعم المدفعية. هاجمت المشاة الانفصالية المدعومة من الدبابات الخطوط الأوكرانية بالقرب من ميوس وكاميانكا وتشرنوخين وترويتسك. ديبلتسيف نفسها قصفت ست مرات خلال النهار. واحتلت مواقع كتيبة «دنيبرو -1» في قرية شيرماليك الاستراتيجية شمال ماريوبول اليوم الثالث تحت مدافع الهاون و «غراد». وتجري معركة كبيرة للدبابات في شيروكين بين كتيبة «آزوف» والقوات الموالية لروسيا.
وأبلغ عن مقتل أربعة أشخاص وإصابة 16 آخرين خلال هجوم «غراد» على هورنياك. وفي وقت سابق، توفي أربعة مدنيين وأصيب خمسة آخرون في ششاستيا عندما قصفت المدفعية من فيسيل هور مقهى في وسط المدينة.

### 14 فبراير
قتل سبعة جنود أوكرانيين وجرح 23 آخرين خلال ال 24 ساعة الماضية في منطقة دونباس. وادعى الجيش الأوكراني أن 14 مدنيا قتلوا في نفس الفترة التي أطلقت فيها صواريخ «غراد» من قبل القوات الانفصالية في ششاستيا، هورنياك وأرتيميفسك. وقتل مدنيان من جراء إطلاق نيران المدفعية في دونيتسك
تاي. قصفت قوات القوزاق نوفوتوشكيفكا، مما عطل خط أنابيب غاز كبير. غادر الهجوم عدة مستوطنات قريبة دون إمدادات الغاز.
ونددت السفارة الأمريكية في موسكو بأن القوة العسكرية الموالية لروسيا تفوقت على عدد من دول الناتو.
واصيب 20 عسكريا من كتيبة «آزوف» بجروح طفيفة منهم بعد ساعات من المعارك العنيفة في ضواحي شيروين. وزعموا أنها تسببت في وقوع إصابات جسيمة بين صفوف الميليشيات.

### 15 فبراير
وقتل تسعة جنود أوكرانيين وجرح 39 آخرين في الساعات ال 24 الماضية (14 فبراير). وقد دخل وقف اطلاق النار الثنائى حيز التنفيذ في الساعة 00:00 بالتوقيت المحلى. بحلول الساعة 05:00 صباحا، سجل الجيش الأوكراني عشرة هجمات على مواقعهم الاستيطانية، وخاصة في تشيرنوخين وزولوت. وتعرضت القوات الأوكرانية للمضايقات بقنابل صاروخية وأسلحة آلية في سانزاريفكا. في الجبهة الشمالية -حانسك أوبلاست - قتل اثنان من سكان إدرارلي عندما سقطت صواريخ «غراد» في بلدة بوباسنا، في غضون 20 دقيقة فقط من الهدنة، وفقا للحاكم هينادي موسكال. كما تعرضت بلدة هيرسك، على طريق باخموتكا، لصواريخ «غراد» عند الظهر. وفي المنطقة نفسها، سقطت قذائف الهاون على توشكيفكا. استمر القصف العنيف على ديبالتسيف حتى الساعة 03:00 صباحا. واستؤنفت الهجمات في الساعة السادسة صباحا عندما حاولت الدبابات الموالية لروسيا وحاملاتها المدرعة اقتحام تشيرنوخين وشن هجوم بقذائف الهاون على المقر الأوكراني في ديبالتسيف نفسها. وأفادت مصادر انفصالية أن القوات «الأوكرانية المحاصرة» انتهكت وقف إطلاق النار في ديبالتسيف في الساعة 02:00 صباحا بإطلاق مدافع الهاون والمدفعية على القوات الموالية لروسيا.
وقال المتحدث العسكري للمتمردين ادوارد باسورين بعد ظهر اليوم ان الميليشيات ستواصل قصف المواقع الأوكرانية في جيب ديبالتسيف لانها «بكلماتنا» كانت «اراضينا». وكانت الدبابات الموالية لروسيا قد اطلقت النار على القوات الأوكرانية في شيروينى مما اسفر عن اصابة تسعة أعضاء من كتيبة «ايزوف». كما هاجم الانفصاليون قرية ساخانكا القريبة بقنابل صاروخية ونيران الدبابات. ظلت قرى تشيرنوخين وترويتسك معزولة من قبل القوزاق من «جيش دون العظيم». أقامت نفس القوات حاجزا على قرية لوهفينوف الاستراتيجية، بعد انسحاب القوات الانفصالية النظامية. في وقت سابق، منعت ميليشيات من جمهورية دونيتسك التي نصبت نفسها أعضاء منظمة الأمن والتعاون في أوروبا من دخول ديبالتسيف لمراقبة وقف إطلاق النار. وأكدت بعثة منظمة الأمن والتعاون في أوروبا لاحقا أن الهدنة تم كسرها عدة مرات في الصباح. وندد الجيش الأوكراني بأن الميليشيات نفذت أكثر من 60 هجوما على المواقع الأوكرانية على مدار اليوم، ولا سيما في جيب ديبالتسيف. وقال المتحدث باسم الجيش الاوكرانى فلاديسلاف سيليزنيف ان الدبابات المتمردة في دبالتسيف قصفت مواقع استيطانية يقودها جنود من كتيبة «كريفاس»، وطالبت قوات القوزاق بتسليمهم. عادت المدفعية الأوكرانية النار. وأفاد المني سيمينشينكو أن اثنين من أفراد كتيبة «دونباس» قتلا وأصيب ثلاثة آخرون أثناء كمين بالقرب من ماريوبول.

### 16 فبراير
قتل خمسة جنود أوكرانيين وجرح 25 آخرين خلال ال 24 ساعة الماضية في منطقة دونباس. وندد الجيش الأوكراني بأن الميليشيات لم تحترم وقف إطلاق النار. وأبلغوا عن 112 هجوما على مواقع أوكرانية، 88 منهم في جيب ديبالتسيف. وبالمقابل، سجلت وسائل الإعلام الانفصالية 17 انتهاكا أوكرانيا للهدنة. أصدر رئيس وزراء جمهورية دونيتسك، ألكسندر زاهارتشينكو، إنذارا إلى وحدات الجيش الأوكراني في دبالتسيف بالفرار من المدينة بحلول الساعة 23:00 «تركوا وراءهم أسلحة ومعدات». وقال يوري سينكوفسكي، نائب قائد الكتيبة الميكانيكية الأربعين «كريفباس» إن العديد من المآخذ الأوكرانية، خاصة اثنين في قرية أوكتيابرسك، كانت معزولة وفقدت الاتصالات مع بعضها البعض.
وخلال اليوم، فتحت القوات المؤيدة لروسيا النار في 38 مناسبة على مواقع أوكرانية باستخدام الأسلحة الصغيرة والقنابل الصاروخية والمدافع الهاون والدبابات والمدفعية وقاذفات الصواريخ المتعددة. حاولت الميليشيات تجاوز ميوس وديبالتسيف نفسها. كما أفاد الطرفان حول مطار دونيتسك عن القتال. تعافى حرس الحدود الأوكراني من بحر آزوف طائرة بدون طيار أسقطت بنيران الرشاشات على شاطئ في يالتا، دونيتسك أوبلاست. قصف المتمردين على المواقع الأوكرانية في شيروين غادر 17 جنديا.

### 17 فبراير
قتل خمسة جنود أوكرانيين وجرح تسعة خلال الساعات ال 24 الماضية. وسجل الجيش الأوكراني 45 انتهاكا لوقف إطلاق النار من قبل القوات الانفصالية. أطلق المتمردون قنابل صاروخية وقذائف هاون ومدفعية وقاذفات صواريخ متعددة.
وطبقا للتقارير الواردة من افراد من الميليشيات الانفصالية، سيطروا على محطة السكة الحديد وثكنات الشرطة في دبالتسيف. وكانت المحطة قد تضررت من جراء القصف. أصيب 20 جنديا أوكرانيا بجروح عندما سقطت صواريخ «غراد» حول مواقعهم. ولم يؤكد رئيس الأركان الأوكراني المعلومات، لكنه أقر بوجود قتال شرس في الشوارع داخل المدينة. واعترف المني سيمينشينكو أيضا بأن الوضع في ديبالتسيف كان «صعبا جدا»، وأن عدم وجود «إجراء حاسم» يمكن أن يكون «مكلفا». وقد نصب الجنود المروحيون الموالون لروسيا عمود الإغاثة المكون من أعضاء لواء 101 التابع للجيش الاوكرانى. واضطر العمود إلى الاستسلام بعد ان فجره المتمردون. تم القبض على عشرات الجنود الأوكرانيين، وبعضهم جرح. وفي وقت لاحق، أظهرت وسائل الإعلام الروسية خطا من السجناء الأوكرانيين يسيرون على طريق البلد. وادعى المصدر أنه تم القبض على ما مجموعه 72 جنديا. وقد عزلت الميليشيات ديبالتسيف خلال الأيام الخمسة الماضية.
وبحلول منتصف النهار، كانت حالة الحامية الأوكرانية في ديبالتسيف «حرجة»، وفقا لنائب قائد كتيبة روس كييف. وقال الضابط إن «90 في المئة» من البلدة احتلتها القوات الانفصالية، التي كانت تسيطر أيضا على جميع طرق الهروب. وادعى ضابط آخر من اللواء 128 أنه بدون الدعم الجوي القوي والمدفعي، سيكون جيب ديبالتسيف «تكرار إلوفايسك». كما اعترف بأن المقاومة الأوكرانية سوف تنهار في غضون ال 24 ساعة القادمة دون إعادة الإمداد. وبحلول المساء، اعترف الجيش الأوكراني بأن القوات الموالية لروسيا قد اقتحمت المدينة، وأن معركة ضارية جارية.
ودعا الرئيس الروسي فلاديمير بوتين القوات الأوكرانية محاصرة في ديبالتسيف لوضع أسلحتهم.

### 18 فبراير
سقط جيب ديبالتسيف على القوات الموالية لروسيا في الصباح، بعد عدة أيام من القتال. وقال الرئيس بوروشينكو ان الجيش الاوكرانى انسحب «بطريقة منظمة» وان 80 في المائة من القوات خرجوا من المنطقة ظهر اليوم. وذكرت وسائل الاعلام الروسية ان الجنود الأوكرانيين حاولوا محاربة طريقهم للخروج من الجيب بعد ان احاطتهم الميليشيات. وقال ادوارد باسورين نائب وزير الدفاع في جمهورية دونيتسك ان دبالتسيف كان تحت سيطرة المتمردين بالرغم من ان بعض المقاومة الأوكرانية المعزولة ظلت جنوب البلدة. وأفاد الجيش الأوكراني عن مقتل 22 جنديا على مدى الأيام الثلاثة الماضية في المنطقة، في حين أن مصادر انفصالية وضعت عدد القتلى الأوكرانيين في المئات.
وفي مناطق أخرى، قصفت المدفعية الانفصالية قرية لوهانسكي، شمال دبالتسيف، عند الظهر، مما أسفر عن مقتل أحد المدنيين المقيمين. وفي منطقة ماريوبول، أطلقت الميليشيات قذائف هاون وأسلحة صغيرة في تسع مناسبات على مواقع أوكرانية في شيروكين. وأبلغ عن إصابة جنديين بجروح. وفي وقت سابق حاول المتمردون اقتحام موقعين أوكرانيين في البلدة. وكانت خمس مستوطنات تستهدف قذائف الهاون والمدفعية وصواريخ «غراد». حول مدينة دونيتسك، من بينها بيسكي، فوديان وأفدييفكا. كما أصيبت نوفوتوشكيفكا، في منطقة طريق باخموتكا، بنيران المدفعية وصواريخ «غراد».
ودعا الرئيس بوروشينكو إلى نشر قوات حفظ سلام تابعة للامم المتحدة في منطقة دونباس. وقال أيضا ان ما يقرب من 2500 جندى انسحبوا من ديبالتسيف. وقتل ستة جنود وجرح أكثر من 100 اخرين خلال الانسحاب. وادعت الميليشيات أنها استولت على أكثر من 300 سجين.

### 19 فبراير
وقتل 14 جنديا أوكرانيا وأصيب 172 بجروح خطيرة خلال ال 24 ساعة الماضية في منطقة دونباس. وادعى الجيش الأوكراني أن الميليشيات الانفصالية قامت بكسر وقف إطلاق النار 46 مرة خلال نفس الفترة. وفي الجبهة الجنوبية وحدها (حول مدينة ماريوبول)، أطلقت الميليشيات 13 مرة على القوات الأوكرانية بالأسلحة الصغيرة ومدافع الهاون والدبابات. وقتل جندي وجرح آخر. كان هناك هجوم بحرا باستخدام الأسلحة الصغيرة على المواقع الأوكرانية في شيروين. وأسقطت القوات الأوكرانية طائرة بدون طيار فوق دزيرجينسكي.
خلال النهار، فتحت القوات الموالية لروسيا النار في 39 مناسبة على المواقع الأوكرانية. دخلت الميليشيات قرية تشيرنوخين، التي تركتها القوات الأوكرانية أثناء انسحابها من جيب ديبالتسيف. وأعلن نائب وزير الدفاع في جمهورية دونيتسك أن جميع المستوطنات في منطقة ديبالتسيف كانت تحت سيطرة الميليشيات. وأكدت المصادر الأوكرانية هذه المعلومات في اليوم التالي.

### 20 فبراير
قتل جنديان أوكرانيان في العملية وثلاثة جرحى خلال ال 24 ساعة الماضية. وقال نيكولاي كولسنيك قائد كتيبة «كريفاس» التي قاتلت في ديبالتسيف ان 21 من رجاله قتلوا في العمل و 97 سجينا. وظل عشرة آخرين في عداد المفقودين. وذكر رئيس الأركان الأوكراني أن ما مجموعه 110 جنديا أسروا و 31 مفقودا في جيب ديبالتسيف. وزعم نائب وزير الدفاع الأوكراني يوري بيريوكوف أن 179 جنديا أوكرانيا قتلوا في جيب ديبالتسيف من 18 يناير إلى 18 فبراير. وسجلت السلطات الأوكرانية ما يقرب من 50 هجوما شنته الميليشيات على مواقع أوكرانية خلال ال 24 ساعة الماضية. وأفاد الانفصاليون 20 انتهاكا للهدنة من قبل القوات الأوكرانية.
وعلى مدار اليوم، فتحت القوات المؤيدة لروسيا النار على القوات الأوكرانية 41 مرة باستخدام الأسلحة الصغيرة ومدافع الهاون والدبابات والمدفعية وقاذفات الصواريخ المتعددة. قوات المتمردين من بيرفومايسك، لوهانسك أوبلاست، أطلقت المدفعية الثقيلة على مدينة بوباسنا.

### 21 فبراير
قتل جندي أوكراني في العمل وأصيب أربعون آخرون خلال ال 24 ساعة الماضية. القوات الأوكرانية اسقطت طائرة بدون طيار فوق مدينة بيرفومايسك. في منطقة لوهانسك، قصفت المدفعية المتمردة مستوطنات البوباسنا، كريمسكي وترويتسكي. شنت القوات الانفصالية دفعة استطلاع على الدفاعات الأوكرانية حول شيروين. حول مدينة دونيتسك، تعرضت قرى فوديان وستيبن لصواريخ «غراد»، بينما كان أفدييفكا هدفا لقذائف الهاون والمدفعية. كما سقطت صواريخ «غراد» في بوباسنا.
هاجمت الميليشيات الموالية لروسيا المواقف الأوكرانية في 32 مناسبة خلال اليوم، وخاصة حول مدينة دونيتسك. القصف الانفصالي قتل ثلاثة أشخاص في حانة في وسط مدينة أفدييفكا.
وتبادلت الحكومة الأوكرانية والانفصاليون السجناء بموجب أحكام اتفاقات مينسك. وأطلق سراح 139 جنديا أوكرانيا و 52 انفصاليا.

### 22 فبراير
قتل جندي أوكراني في العمل وأصيب ثلاثة آخرون خلال ال 24 ساعة الماضية. شنت الميليشيات 12 هجوما على القوات الأوكرانية خلال نفس الفترة باستخدام مدافع الهاون والمدفعية وقاذفات الصواريخ المتعددة. وقعت معظم الحوادث حول مدينة دونيتسك. وقد تعرضت قرى أفدييفكا وبيسكي وتونينك وفوديان لقصف عنيف. وقد أسقط الجيش الأوكراني طائرة بدون طيار على ستاروبيلسكا. اعترفت السلطات الأوكرانية بأن رادار مضادة للبطارية ترك في ديبالتسيف أثناء انسحاب القوات.
وخلال اليوم، شنت الدبابات الموالية لروسيا هجومين على مواقع أوكرانية في الجبهة الجنوبية بالقرب من ماريوبول. وادعى أعضاء «كتيبة آزوف» أن الميليشيات تحاول تجاوز القوات الأوكرانية المنتشرة في شيروين. وأصيب العديد من الجنود بجراح.

### 23 فبراير
قتل جنديان أوكرانيان وجرح عشرة آخرين في منطقة دونباس. وكسرت الميليشيات وقف إطلاق النار 27 مرة خلال ال 24 ساعة الماضية، وفقا للجيش الأوكراني. وبعد فترة وجيزة من الهدوء، استؤنف القصف العنيف في الجبهة الشمالية، في لوهانسك أوبلاست. وأصيبت عدة منازل في كريمسكي بنيران المدفعية، وتم تبادل نيران الرشاشات في ضواحي القرية. كما تم الإبلاغ عن القتال في ترويتسك. وفي منطقة طريق بخموتكا، سمعت المدفعية والنيران الآلية بالقرب من تروخيزبينكا، حيث أقامت القوات الأوكرانية عددا من نقاط التفتيش. وقد تركت مدينة بوباسنا دون امدادات مياه بعد ان اصيب خط انابيب في الصباح بقذائف الهاون. وفقا لحاكم لوهانسك، هينادي موسكال، نفذت الهجمات من قبل قوات القوزاق من «جيش دون العظيم» الذين لم يلتزموا باتفاق وقف إطلاق النار.
وأفادت منظمة من المتطوعين الأوكرانيين أن 159 جثة من الجنود الذين قتلوا في جيب ديبالتسيف تم إجلاؤهم إلى دنيبروبيتروفسك.
فتحت القوات الموالية للروس النار على المواقع الأوكرانية في 24 مناسبة على مدار اليوم. وكان هناك اطلاق نار على نقطة تفتيش في ماريوبول بين القوات الخاصة الأوكرانية واثنين من المسلحين السريين. وقتل أحد عناصر الأمن وجرح اثنان آخران. كما قتل أحد المسلحين، وتمكن الآخر من الفرار من مكان الحادث. وقد قصفت الميليشيات المدفعية الأوكرانية في شيروكين ظهر اليوم باستخدام الدبابات وقذائف الهاون. كما أصابت المدفعية ذاتية الحركة قرية ليبيدينسك إلى الشمال الغربي.

### 24 فبراير
قتل جندي أوكراني في العمل وسبعة جرحى خلال ال 24 ساعة الماضية. وأطلقت الميليشيات الانفصالية النار على القوات الأوكرانية 12 مرة خلال نفس الفترة. كانت هناك محاولات لاقتحام المواقف الأوكرانية حول مجمع التعدين بوتيفكا، بالقرب من مدينة دونيتسك، وفي شيروين، حيث تبادل كل طرف النار لمدة 30 دقيقة. أصيب جنديان أوكرانيان عندما صعدا على لغم أرضي في قرية كريمسكي، في منطقة طريق بخموتكا. الجيش الأوكراني انتهك وقف إطلاق النار في عشر مناسبات، وفقا لوسائل الإعلام الموالية لروسيا.
وسجل الجيش الأوكراني 14 انتهاكا لوقف إطلاق النار من قبل قوات المتمردين على مدار اليوم. واصلت القوات الموالية لروسيا قصف شيروكين خلال الصباح باستخدام الأسلحة الصغيرة وقاذفات القنابل اليدوية وقذائف الهاون والدبابات. وأفادت القوات الأوكرانية أنها تعرضت للضرب مرة أخرى لاعتداء آخر على البلدة بعد معركة استمرت ساعتين. وادعى المتمردون أنهم احتلوا قريتي بافلوبيل وبيششيفيك في المنطقة المحرمة شمال ماريوبول. وفقد عضو في البرلمان الأوكراني ومفوض كتيبة «كييف - 1» يوجيني داي داي في العمل مع جنديين آخرين. تم العثور على سيارته مهجورة ومليئة بالرصاص بالقرب من كوراخوف.

### 25 فبراير
وأصيب جندي أوكراني بجروح في العمل خلال ال 24 ساعة الماضية وفقا للجيش الأوكراني. شنت القوات الانفصالية 19 هجوما على القوات الأوكرانية بين عشية وضحاها. وواصلت الميليشيات محاولاتها للاعتداء على شيروين. وكان يوجيني داي داي واثنان من المرؤوسين الذين اختفوا في 24 شباط / فبراير على قيد الحياة وبشكل جيد. زعموا أن سيارتهم نصبوا كمينا من قبل قوات المتمردين بالقنابل الصاروخية، وكان عليهم أن يقاتلوا طريقهم إلى الغابة.
تم العثور على جثث سبعة جنود أوكرانيين من أنقاض مطار دونيتسك.
أطلقت الميليشيات النار على المواقع الأوكرانية في أربع مناسبات منذ منتصف الصباح. وذكر المتحدث العسكري اندريه ليسينكو أن القوات الموالية لروسيا شنت عملية توغل للدبابات من ساخانكا، شرق ماريوبول، برئاسة أربع دبابات من طراز T-72 ومدعومة بالمدفعية ذاتية الدفع والمدفعية الميدانية. وأدى انفجار قنبلة يدوية في مدينة دونيتسك إلى مقتل مدني واحد وجرح اثنين آخرين، وفقا لوسائل الإعلام الانفصالية. وقالت المصادر نفسها ان القوات الأوكرانية فتحت النار على مطار دونيتسك عندما كان وزير الدفاع في جمهورية دونيتسك يقوم بزيارة للمنطقة. ولم تقع اصابات بين الوفد. كما قصفت مرافق الرادار. وكشف في وقت لاحق أن القوات الأوكرانية أطلقت جولات مضادة للطائرات عيار 23 ملم على ما كان ينظر إليه على أنه عمود مدرع يتقدم نحو بيسكي. أطلقت الدبابات المتمردة النار مرة أخرى على القوات الأوكرانية في شيروقين خلال المساء. شيرماليك، شمال ماريوبول، تعرضت لهجوم مرتين بقذائف الهاون والأسلحة الصغيرة.

### 26 فبراير
وأصيب أربعة جنود أوكرانيين بجروح أثناء العمل على مدار 24 ساعة. وكانت القوات الموالية لروسيا قد فتحت النار على المواقع الأوكرانية في سبع مناسبات ليلة امس تقريبا تقريبا في مدينة دونيتسك باستخدام الاسلحة الصغيرة ومدافع الهاون والدبابات. وقامت الميليشيات باعتداءين على مواقع استيطانية أوكرانية، أحدهما في مجمع بوتيفكا للتعدين وأخرى خارج بيسكي. وقد أحبط المدافعون كلا المحاولتين. وسمعت انفجارات في زولوت وسفيتليتشني، في منطقة طريق باخموتكا. تعرضت المواقع الاستيطانية الأوكرانية في كريمسكي لهجوم بالأسلحة الصغيرة والقنابل الصاروخية.
وقال الكسندر زاخارتشينكو رئيس وزراء جمهورية دونيتسك أن الميليشيات انسحبت «90 في المئة» من أسلحتها الثقيلة من المنطقة العازلة البالغة 25 كم المتفق عليها في مينسك. وفي الوقت نفسه، بدأ الجيش الأوكراني سحب مدافع مضادة للدبابات مت-12. هدد زاخارشينكو بتحريك مدفعية الميليشيات إلى مواقعها السابقة، فشلت أوكرانيا في تنفيذ الاتفاق بحلول 27 فبراير في الساعة 19:00.
وخلال ال 10 أيام الماضية (17 و 26 فبراير) دمر المتمردون ما لا يقل عن 42 عربة مدرعة تابعة للقوات المسلحة الأوكرانية. وعلى الجانب الآخر فقد المتمردون 6 مركبات مدرعة على الأقل.
في الأيام العشرة الماضية، سقطت ما لا يقل عن 116 مركبة مدرعة تابعة للقوات المسلحة الأوكرانية إلى أيدي المتمردين. ووفقا لبيانات المصدر، فهذا يعني أنه بفضل سقوط جيب ديبالتسيفو، اتخذ المتمردون المزيد من المركبات المدرعة في هذه الأيام العشرة (116) مما فقدوه في الحرب بأكملها (108، 80 دمرت و 28 اتخذت من قبل القوات العسكرية الأوكرانية).

### 27 فبراير
قتل ثلاثة جنود أوكرانيين وجرح سبعة آخرون في منطقة دونباس. سجل المحلل العسكرى ديمتري تيمتشوك ما يقرب من 30 هجوما انفصاليا على القوات الأوكرانية بين عشية وضحاها، ومعظمهم يستخدم الأسلحة الصغيرة. وقصفت قرى أوبيتن وبيسكي وفوديان غرب مدينة دونيتسك بنيران المدفعية. سقطت قذائف الهاون على أفدييفكا القريبة عند الفجر. وأفاد الجيش الأوكراني بأن مواقعهم بالقرب من هذه المستوطنات قصفت واعتدت خلال الصباح على أيدي قوات المتمردين المدعومة بقذائف الهاون والدبابات والمدفعية. وفي منطقة طريق باخموتكا، سقطت قذائف الهاون بالقرب من نقطة التفتيش رقم 29. قصف المتمردين على شيروين، شرق ماريوبول، قتل أحد المدنيين المقيمين.
واصلت القوات الموالية لروسيا جهودها في منطقة مدينة دونيتسك خلال فترة ما بعد الظهر. وادعت السلطات الأوكرانية أن هناك 16 انتهاكا لوقف إطلاق النار. وكانت هناك هجمات بقذائف الهاون على بيسكي وبيريزوف وكراسنوهوريفكا. وأبلغ عن تبادل كثيف للنيران الآلية بين الفصائل المتحاربة في أوبيتن. وفي منطقة دبالتسيف، تلقت القوات الأوكرانية النار بالأسلحة الصغيرة بالقرب من مايورسك. ونددت السلطات الموالية لروسيا بأن الجيش الأوكراني انتهك الهدنة في 19 مناسبة.
توفي طفل واحد على الفور وأصيب آخر بجراح عندما انفجرت ذخائر غير منفجرة في كراسن، غرب أرتيميفسك.

### 28 فبراير
وأصيب ثلاثة جنود أوكرانيين بجروح في العمل خلال الساعات الأربع والعشرين الماضية. وعلى الرغم من حدوث انخفاض كبير في انتهاكات وقف إطلاق النار من قبل القوات الانفصالية، تعرضت قرية كاميانكا، جنوب مدينة دونيتسك، لقصف مدفعي متمرد. شن رجال مسلحون مسلحون بأسلحة صغيرة هجوما على قرية لوهانسكي، شمال ديبالتسيف، لكنهم أجبروا على التراجع بعد معركة استمرت 25 دقيقة.
وفي الصباح، قتلت قذائف الهاون في بيسكي المصور الأوكراني سيرجي نيكولايف الذي كان يعمل لحساب صحيفة سيغودنيا. كما توفي جندي متطوع أوكراني من حزب «القطاع الصحيح» في الهجوم. وأفاد أعضاء بعثة منظمة الأمن والتعاون في أوروبا بأن القوات الأوكرانية أطلقت نيران مدافع الهاون والمدفعية بالقرب من مطار دونيتسك. اندلع قتال عنيف عندما حاولت القوات الموالية لروسيا التقدم في دزيرجينسكى من هورليفكا عبر محطة القطار في فينولى جنوبى المدينة. كان هناك تبادل مكثف لنيران المدفعية. وأطلقت الميليشيات مدافع رشاشة وقاذفات قنابل يدوية آلية على القوات الأوكرانية في شيروين. أعاد الأوكرانيون إطلاق النار باستخدام الأسلحة الصغيرة. وفي المنطقة المحيطة بمدينة دونيتسك، هاجمت الدبابات والمدفعية الموالية لروسيا أفدييفكا. وكان أوبيتن الهدف من قاذفات قنابل يدوية وقذائف الهاون. كما قصفت الميليشيات بيسكي وفوديان وبيريزوف.

## مارس

### 1 مارس
وأصيب ثمانية جنود أوكرانيين بجروح في العمل في منطقة دونباس خلال ال 24 ساعة الماضية. فتحت الميليشيات الموالية لروسيا النار 34 مرة على المواقع الأوكرانية خلال نفس الفترة. وادعى الجيش الأوكراني أن الميليشيات، بدلا من الانسحاب الفعلي، أبقت أسلحتها الثقيلة تتحرك ذهابا وإيابا في المنطقة العازلة، من أجل خداع المفتشين في منظمة الأمن والتعاون في أوروبا.
وخلال اليوم، شنت قوات المتمردين 17 هجوما على القوات الأوكرانية. ووقعت هذه الحوادث في مناطق مدينة دونيتسك، شمال ديبالتسيف وشرق ماريوبول. بالقرب من دونيتسك، تعرضت قرى أفدييفكا وكراسنوهوريفكا وبيسكي وأوبيتن لقذائف الهاون. حاول المسلحون الاعتداء على المدافعين الأوكرانيين حول أفدييفكا، لكنهم تعرضوا للضرب من قبل المدافعين. بالقرب من ديبالتسيف، كانت قرية ميرونوفسك هدفا لقذائف الهاون، وسقطت قنابل صاروخية على المواقع الأوكرانية بالقرب من ترويتسك. تعرض الجيش الأوكراني في شيروين لمضايقات بقذائف صاروخية وقذائف هاون.

### 2 مارس
قتل جندي أوكراني في العمل وأصيب أربعة آخرون خلال ال 24 ساعة الماضية. شنت الميليشيات 32 هجوما على مواقع أوكرانية ليلة امس باستخدام اسلحة صغيرة وقنابل صاروخية وقذائف هاون ومدفعية. كما نفذوا هجومين من المشاة على أفدييفكا ولوهانسكي، لكن القوات الأوكرانية صدت هذه القوات في نهاية المطاف. وكانت ثلاثة مواقع استيطانية أوكرانية في شيروكين تستهدف الأسلحة الصغيرة وقاذفات القنابل اليدوية وقذائف الهاون. وقد نددت السلطات الانفصالية من جمهورية دونيتسك بانتهاكات أوكرانية لوقف اطلاق النار في نفس الفترة وخاصة حول مطار دونيتسك. قصف الجيش الأوكراني المنطقة بقذائف الهاون والدبابات والمدفعية.
وخلال اليوم، فتحت القوات المؤيدة لروسيا النار على سبع مرات على القوات الأوكرانية بأسلحة صغيرة وقنابل صاروخية ومدافع هاون ونيران مضادة للطائرات من عيار 23 ملم. عند الظهر، اندلع القتال حول قريتي بافلوبيل وبيششيفيك، شمال ماريوبول. وقام المتمردون بمضايقة قوات الأمن الأوكرانية بأسلحة آلية في ستاري إيدار وستانيتسيا لوهانسكا، حيث أصيب شرطي واحد.
وأعلن وزير الشؤون الداخلية الأوكراني عن مقتل قائد شرطة خاص من خلال إطلاق النار في مدينة سلوفيانسك.
وحصل الرئيس بوروشينكو على لقب «بطل أوكرانيا» إلى طيار أنثى وعضوة «كتيبة إيدار» نادية سافتشينكو التي استولت عليها القوات الموالية لروسيا في الصيف الماضي وسلمت إلى السلطات الروسية التي وجهت إليها اتهامات بتهمة القتل. كانت تحتجز منذ ذلك الحين.

### 3 مارس
قتل ثلاثة جنود أوكرانيين وجرح تسعة في الساعات ال 24 الماضية. وكسرت الميليشيات اتفاق وقف إطلاق النار في 22 مناسبة خلال نفس الفترة باستخدام الأسلحة الصغيرة وقاذفات القنابل الآلية، و 23 ملم من النيران المضادة للطائرات وقذائف الهاون. وادعت السلطات العسكرية الأوكرانية في الجبهة الشمالية أن الانفصاليين «مترددون» في إزالة مدفعية من المنطقة العازلة في المنطقة. وعلى الرغم من الانخفاض الحاد في عدد الحوادث، فقد أبلغوا عن ثلاث هجمات مدفع رشاش على القوات الأوكرانية في كريمسكي وسوكولنيكي بالقرب من بلدة فرونزي. وأصيب جندي أوكراني بجروح خطيرة.
أطلقت القوات الموالية لروسيا النار في 20 مناسبة على المواقع الأوكرانية على مدار اليوم. وشن المتمردون هجوما مكثفا بقذائف الهاون على مواقع يقودها أفراد من كتيبة «آزوف» في شيروكين في أثناء المساء. وقتلت امرأة مدنية بقذائف الهاون في أفديفكا.

### 4 مارس
قتل جندي أوكراني وجرح آخر خلال ال 24 ساعة الماضية في منطقة دونباس. فتحت الميليشيات الانفصالية النار في 47 مناسبة على القوات الأوكرانية خلال نفس الفترة. في الجبهة الشمالية، اشتبكت القوات الأوكرانية والمتمردة بالقرب من كريمسكي - ليس بعيدا عن أنقاض نقطة التفتيش رقم 31 - وترويتسك باستخدام مدفع رشاش وقذائف صاروخية وقذائف هاون. أصيب جندي أوكراني بجروح. وعلى الجانب الآخر، ادعى المتمردون 25 انتهاكا لوقف إطلاق النار من قبل القوات الأوكرانية وعدم إطلاق النار من جانب المتمردين.
عند الظهر، قصفت دبابة منفردة موالية لروسيا ترافقها مفرزة مشاة مواقع كتيبة «آزوف» في شيروين. قام الجنود الأوكرانيون بتدمير الهجوم بإطلاق مدفع مضاد للطائرات عيار 23 ملم.

### 5 مارس
قتل جندي أوكراني وجرح آخر خلال ال 24 ساعة الماضية في شرق أوكرانيا. سجل الجيش الأوكراني 40 هجوما على المواقع والمستوطنات الأوكرانية خلال نفس الفترة. في الوقت نفسه، ذكرت وسائل الاعلام الانفصالية عشرة انتهاكات الأوكرانية للهدنة باستخدام قذائف الهاون الثقيلة وقاذفات قنابل يدوية، وخاصة في مطار دونيتسك وقرية سبارتاك القريبة.
خلال النهار، فتحت القوات الموالية لروسيا النار في 20 مناسبة على القوات الأوكرانية.

### 6 مارس
وأصيب أربعة جنود أوكرانيين بجروح خلال الساعات الأربع والعشرين الماضية في دونباس. واطلق المتمردون النار على القوات الأوكرانية 14 مرة في نفس الفترة باستخدام الاسلحة الصغيرة والقنابل الصاروخية وقذائف الهاون. حاولت الميليشيات الاعتداء على المآزق الأوكرانية حول شيروين. وادعت السلطات الموالية لروسيا أن الجيش الأوكراني هاجم مواقعها 15 مرة باستخدام صواريخ مضادة للدبابات وقاذفات قنابل يدوية وقذائف هاون. وقعت الحوادث الرئيسية في شيروكي وبيسكي، وفقا لهذه المصادر.
وقد فتحت القوات الموالية لروسيا النار 27 على المواقع الأوكرانية خلال اليوم. كما شنوا هجومين على المواقع الاستيطانية الأوكرانية في مجمع بوتيفكا للتعدين وميورسك. وادعى الحزبيون الأوكرانيون أنهم دمروا دبوتين روسيتين بالقرب من نوفوازوفسك، في الأراضي التي يسيطر عليها المتمردون.

### 7 مارس
وللمرة الأولى منذ عدة أشهر، لم يبلغ الجيش الأوكراني عن وقوع إصابات في منطقة العمليات بين عشية وضحاها. نفذت الميليشيات الانفصالية 14 هجوما على القوات الأوكرانية في نفس الفترة باستخدام الأسلحة الصغيرة وقاذفات القنابل الآلية ومدافع الهاون والمدفعية. وادعت سلطات جمهورية دونيتسك أن القوات الأوكرانية أعاقت انتشال الجثث في مطار دونيتسك بإطلاق النار على عمال الإنقاذ في ست مناسبات. وأصيب أحد أفراد الميليشيات بجراح.
وعلى الرغم من الانخفاض الكبير في عدد الحوادث، انتهكت القوات الموالية لروسيا وقف إطلاق النار 18 مرة على مدار اليوم باستخدام الأسلحة الصغيرة والقنابل الصاروخية والمدافع الهاون والنيران المضادة للطائرات والدبابات. وقال المحلل ديمتري تيمتشوك هجوم دبابة على المواقع الأوكرانية في شيروين. وصدت القوات الأوكرانية الهجوم على حساب مقتل جندي واحد.

### 8 مارس
قتل جندي أوكراني في العمل وأصيب ثلاثة آخرون خلال ال 24 ساعة الماضية في منطقة دونباس. وكانت هناك ست هجمات على المواقع الأوكرانية في الفترة نفسها. استخدم المتمردون الأسلحة الصغيرة والقنابل الصاروخية وقذائف الهاون لمضايقة القوات الأوكرانية.
وركزت القوات الموالية للروس أعمالهم على المواقع الاستيطانية الأوكرانية في منطقة مدينة دونيتسك، حيث اندلع القتال في المساء في بيسكي. مستوطنات أخرى حول دونيتسك مثل أفدييفكا، أوبيتن ونيفلسك كانت هدفا لنيران الأسلحة الصغيرة والقنابل الصاروخية وقذائف الهاون. وإجمالا، أبلغ الجيش الأوكراني 12 انتهاكا للهدنة من قبل الميليشيات الانفصالية على مدار اليوم.

### 9 مارس
أصيب أربعة جنود أوكرانيين بجروح خلال الأربع والعشرين ساعة الماضية. فتحت القوات الانفصالية النار على القوات الأوكرانية في 16 مناسبة بين عشية وضحاها. وقعت معظم الهجمات حول مدينة دونيتسك، وخاصة في بيسكي، أفدييفكا، كراسنوهوريفكا، أوبيتن وفوديان. واستخدمت الميليشيات صواريخ مدفعية وقذائف هاون وحتى مدفعية في حالة أفدييفكا وأوبيتن. وفي منطقة أرتيميفسك، أطلق المتمردون قذائف هاون عيار 120 ملم ومدافع مضادة للطائرات على قرية ترويتسك. وأبلغ عن إطلاق نيران المدفعية على طريق بخموتكا بين كريمسكي ونوفوتوشكيفكا. وزعمت السلطات الانفصالية أن الجيش الأوكراني انتهك وقف إطلاق النار 25 مرة في ال 24 ساعة الماضية.
وخلال ساعات الصباح، اقتحمت القوات الموالية للروس المواقع الأوكرانية حول شيروين باستخدام الأسلحة الصغيرة وقذائف الهاون. وادعى الجيش الأوكراني أنه تم استخدام أسلحة ثقيلة مثل قذائف الهاون والدبابات 120 ملم لدعم الهجوم، في انتهاك «الوضع الصامت». استمرت المعركة بشكل جيد في المساء. وقال إدوارد باسورين المتحدث باسم الدفاع عن جمهورية دونيتسك إن القوات الأوكرانية فتحت النار على مواقع المتمردين في 12 مناسبة على مدار اليوم.
تم تفجير جسر للسكك الحديدية في شبيلوف، لوهانسك أوبلاست، وترك خط السكك الحديدية بين روداكوفو وكراسني ليمان غير قابل للتشغيل. كان هذا آخر خط سكة حديد يربط بين المناطق التي يسيطر عليها المتمردون مع بقية أوكرانيا.

### 10 مارس
أصيب تسعة جنود أوكرانيين بجروح في العمل خلال ال 24 ساعة الماضية في دونباس. سجل الجيش الأوكراني 18 هجوما على قواتهم خلال نفس الفترة. واستخدمت الميليشيات الأسلحة الصغيرة ومدافع الهاون والمدفعية، ولا سيما في المنطقة المحيطة بمدينة دونيتسك. وأدان الأوكرانيون أن الميليشيات قصفت أفدييفكا مع مدافع الهاوتزر 152 ملم في انتهاك لاتفاق مينسك على الأسلحة الثقيلة. وفي منطقة أرتيميفسك، سقطت قذائف المدفعية في ترويتسكي، وأطلقت صواريخ مضادة للدبابات في لوهانسكي. في الجبهة الشمالية، قام الانفصاليون بمضايقة القوات الأوكرانية في سوكولنيكي بأسلحة آلية. وأبلغ عن قتال عنيف في شيروين حيث استمرت الاشتباكات حتى الساعات الأولى من اليوم. واعتدت القوات الموالية لروسيا على المواقع الأوكرانية بالأسلحة الصغيرة والقنابل الصاروخية والقذائف الهاون والدبابات. وادعى المسؤولون الأوكرانيون أن إطلاق النار عطل دبابة وفجر مستودع الذخائر. وأصيب جنديان أوكرانيان بجروح في العمل. كما تم الإبلاغ عن مناوشات في مايورسك، شمال هورليفكا. وعلى العكس من ذلك، اتهمت وسائل الإعلام الموالية لروسيا الجانب الأوكراني ب 17 انتهاكا للهدنة بين عشية وضحاها.
فتحت القوات الانفصالية النار على المواقع الاستيطانية الأوكرانية في 24 مناسبة على مدار اليوم. وواصلت الميليشيات هجماتها على شيروين خلال المساء بمدافع الهاون 120 ملم والأسلحة الصغيرة. كما استخدمت قذائف الهاون الثقيلة ضد المواقع الأوكرانية في أفديفكا، بيسكي، أوبيتن وبوتيفكا مجمع التعدين، حول مدينة دونيتسك. في نيفلسكي، قصف المتمردون الحامية الأوكرانية بمدافع مضادة للطائرات. في ماريوبول، فتحت القوات الأوكرانية النار على «طائرات بدون طيار معادية» تحلق فوق المدينة. ونتيجة للقتال، ترك 42 مستوطنة دون إمدادات الكهرباء في منطقة دونيتسك.

### 11 مارس
قتل جندي أوكراني وجرح خمسة آخرين في الساعات الأربع والعشرين الماضية. نفذ الانفصاليون 37 هجوما على القوات الأوكرانية خلال نفس الفترة. قامت الميليشيات بعمليات هجومية مدعومة بقذائف الهاون وعربات القتال المدرعة، وفقا للمحلل العسكري ديمتري تيمتشوك.
وفي أثناء اليوم، فتحت القوات الموالية لروسيا النار على المواقع الأوكرانية في 24 مناسبة. في وقت متأخر من القتال مساء اندلعت بالقرب من سوكولنيكي في منطقة طريق بكموتكا، في الجبهة الشمالية. كلا الجانبين تبادل اطلاق النار التلقائي، والقنابل الصاروخية وقذائف الهاون. وأبلغ عن إصابة جنديين أوكرانيين بجراح. سمع نيران مدافع الهاون أيضا حول نقطة تفتيش رقم 29 وقرية لوهانسكي.وزعمت مصادر أوكرانية أن قافلة تابعة للصليب الأحمر الدولي كانت تستهدف إطلاق نيران الأسلحة الصغيرة بعيدا عن مجمع بوتيفكا للتعدين بالقرب من مدينة دونيتسك.

### 12 مارس
ووفقا للمتحدث باسم مجلس الأمن القومي والدفاع في أوكرانيا (نسك) مركز المعلومات التحليلية أندري ليسينكو لم تقع إصابات في منطقة العمليات بين عشية وضحاها. وأفادت مصادر عسكرية أوكرانية في ماريوبول بدلا من ذلك مقتل جندي وثمانية هجمات للمتمردين في قطاعهم، وبالقرب من تالاكيفكا وشيروقاين. ووفقا لمقاومة المعلومات أصيب جنديان أوكرانيان أثناء تطهير حقل ألغام بالقرب من كريمسكي وأدخل المستشفى. وكانت الميليشيات الانفصالية قد أطلقت في 49 مناسبة على القوات الأوكرانية على مدار ال 24 ساعة الماضية بأسلحة صغيرة وقنابل صاروخية ومدافع هاون ومدفعية ثقيلة. وقعت الحوادث الرئيسية حول مدينة دونيتسك وشيروكين.
فتحت القوات الموالية لروسيا النار على المواقع الأوكرانية 36 مرة خلال النهار بأسلحة صغيرة وقاذفات قنابل آلية وقذائف هاون وعربات قتالية مدرعة. وظل التركيز الرئيسي للهجمات هي القرى المحيطة بمدينة دونيتسك وشيروكين. وأصيب ثلاثة جنود في شيروكين في المساء. وقد قصفت المدينة بمدافع هاون عيار 120 ملم، ومواقف أوكرانية محملة بنيران الأسلحة الصغيرة.

### 13 مارس
وأبلغ عن إصابة جنديين أوكرانيين بجروح خلال ال 24 ساعة الماضية في منطقة دونباس. وسجل الجيش الأوكراني 16 هجوما من المتمردين على قواتهم بين عشية وضحاها. استخدمت الميليشيات أسلحة صغيرة وقنابل صاروخية. كانت هناك محاولة لاقتحام المواقف الأوكرانية حول ستاروهاتيفكا، غرب فولنوفاخا. بعد منتصف الليل، قصف بيسكي مرتين من قبل الانفصاليين. في الجبهة الشمالية، ترسخت القوات الموالية لروسيا على الضفة الجنوبية لجبهة سفيرسكي دونيتس التي قصفت ستانيتسيا لوهانسكا بقذائف الهاون والمدافع الرشاشة.
على مدار اليوم، فتحت القوات المؤيدة لروسيا النار على المواقع الاستيطانية الأوكرانية في 20 مناسبة باستخدام الأسلحة الصغيرة والقنابل الصاروخية والمدافع الهاون والمدفعية. وندد الجيش الأوكراني بأن الميليشيات أطلقت مدافع الهاون 120 ملم ومدافع الهاوتزر 122 ملم عند الظهر ضد قريتي بيسكي وأفديفكا، في انتهاك لاتفاقات مينسك.

### 14 مارس
ووفقا للمتحدث باسم المركز الوطني لتحليل المعلومات نسك أندري ليسينكو فقد أصيب جندي أوكراني خلال ال 24 ساعة الماضية في دونباس، في حين نفذ 37 هجوما على القوات الأوكرانية خلال نفس الفترة. وأطلقت الميليشيات أسلحة صغيرة وقاذفات قنابل يدوية ومدفعية. استخدمت البنادق الكبيرة ضد المساكن المدنية في بلدة أفدييفكا. بعد منتصف الليل مباشرة، قام الانفصاليون بقصف المواقع الاستيطانية الأوكرانية حول مطار دونيتسك مرتين. وفقا لمقاومة المعلومات أصيب اثنان من أعضاء كتيبة آزوف في معارك لشيروين.
وعلى مدار اليوم، فتحت القوات الموالية لروسيا النار في 11 مناسبة على المواقع الأوكرانية باستخدام الأسلحة الصغيرة وقاذفات القنابل الآلية وقذائف الهاون الثقيلة.

### 15 مارس
وأصيب جندي أوكراني بجروح أثناء العمل في الساعات الأربع والعشرين الماضية. وأعلنت مصادر من كتيبة «دنيبرو -1» أن أحد جنودها قتل في مهمة قتالية في بيسكي. وأفاد الجيش الأوكراني عن 34 حالة من انتهاكات وقف إطلاق النار من جانب القوات الانفصالية خلال الفترة نفسها. واستخدم المتمردون الأسلحة الصغيرة وقاذفات الصواريخ المتعددة وقذائف الهاون. وقعت معظم الهجمات حول مطار دونيتسك وشيروكين.
وقال حاكم منطقة لوهانسك هينادى موسكال ان المسلحين اقتحموا هجماتهم في المنطقة ليلة امس مع اطلاق قذائف هاون على القوات الأوكرانية بالقرب من ترويتسك وقنابل صاروخية عند نقطة التفتيش 29 واطلاق نار اوتوماتيكى في كريمسكى وتروخيزبينكا. استمرت الأعمال العدائية حول ترويتسك جيدا في الصباح.
وكانت القوات الموالية لروسيا قد اطلقت النار على مواقع أوكرانية في 23 مناسبة خلال اليوم باستخدام اسلحة صغيرة وقاذفات قنابل يدوية وقذائف هاون ودبابات. وركزت الميليشيات جهودها على المنطقة المحيطة بمدينة دونيتسك، حيث تعرضت الحامية الأوكرانية في أفدييفكا وبيسكي لهجوم بقذائف الهاون والدبابات الثقيلة. كانت هناك هجمات بقذائف الهاون على شيروكين ونيران الأسلحة الصغيرة المتفرقة في سوكولنيكي، في الجبهة الشمالية. في شيروين، أعاد أفراد كتيبة آزوف النار.

### 16 مارس
قتل جندي أوكراني في العمل خلال ال 24 ساعة الماضية في منطقة دونباس. وذكر الجيش الاوكرانى ان 16 هجوما على قواتهم بين عشية وضحاها. واستخدمت الميليشيات أسلحة صغيرة وقنابل صاروخية وقاذفات قنابل يدوية وقذائف هاون ومدافع مضادة للطائرات ومركبات قتالية مدرعة. وقعت معظم الحوادث حول مدينة دونيتسك. وسجلت وسائل الإعلام الانفصالية في دونيتسك 34 حالة من الانتهاكات الأوكرانية للهدنة على مدار ال 24 ساعة الماضية. أطلق الجيش الأوكراني قنابل صاروخية وقاذفات قنابل يدوية وقذائف هاون ومدافع مضادة للطائرات.
وقال هنيدي موسكال أن القتال استمر في الجبهة الشمالية بين القوات الموالية لروسيا المتمركزة في زولوبوك والقوات الأوكرانية التي تدير نقطة تفتيش نو 29. استمر تبادل إطلاق قذائف الهاون والأسلحة الصغيرة حتى الساعات الأولى من الصباح. وشهدت قريتا كريمسكي وسوكولنيكي نيران مدافع رشاشة ثقيلة، بينما سمعت المدفعية ونيران الدبابات في ستانتسيا لوهانسكا. وأبلغ عن الحريق التلقائي في المواقع الأوكرانية الرئيسية في جميع أنحاء المدينة. كما سقطت جولات المدفعية في ترويتسك.
وقالت مصادر من وزير الدفاع في جمهورية دونيتسك إن اثنين من الجنود الموالين لروسيا كانوا يقودون شاحنة «كماز» قتلوا عندما أصابت سيارتهم دبابة أوكرانية بالقرب من قرية زايشينكو شرق ماريوبول.

### 17 مارس
وقتل ثلاثة جنود أوكرانيين في عمل وجرح خمسة آخرين خلال ال 24 ساعة الماضية في منطقة دونباس. سجل الجيش الأوكراني 30 هجوم انفصالي على القوات الأوكرانية في نفس الفترة. فتح المتمردون النار بالأسلحة الصغيرة والقنابل الصاروخية والمدافع الهاون والدبابات والمدفعية.
وفي أثناء اليوم، فتحت القوات الموالية لروسيا النار في 20 مناسبة على مواقع أوكرانية باستخدام الأسلحة الصغيرة وقاذفات القنابل الآلية ومدافع الهاون والأسلحة المضادة للدبابات ومركبات القتال المدرعة والدبابات.

### 18 مارس
قتل جندي أوكراني وجرح خمسة في الساعات ال 24 الماضية. وقامت الميليشيات بكسر وقف إطلاق النار 11 مرة بين عشية وضحاها. وفي بعض الحالات أعاد الجيش الأوكراني النار. ووقعت خمس هجمات في المنطقة المحيطة بمدينة دونيتسك، وقصف المتمردون قرى أفدييفكا وأوبيتن وبيسكي. وأبلغ عن إطلاق نيران الأسلحة الصغيرة في شيروين وشرماليك، في الجبهة الجنوبية.
فتحت القوات الموالية لروسيا النار على مواقع أوكرانية في 28 مناسبة على مدار اليوم. واستخدم المتمردون الأسلحة الصغيرة والقنابل الصاروخية والمدافع الهاون والدبابات والمدفعية. تعرضت أفدييفكا لهجوم ثلاث مرات بالدبابات واثنتان بالمدفعية. وتعرض مجمع التعدين بوتيفكا لضربة مدفعية ثقيلة ثلاث مرات وفي إحدى المرات بنيران الدبابات. وأطلقت القوات الصغيرة الأوكرانية قنابل صاروخية صغيرة وقذائف صاروخية في بيسكي ولوزوف ومايورسك وكيروف. كان شيتوكين هدفا لابل هاون 120 ملم.

### 19 مارس
أصيب جندي أوكراني بجروح في العمل خلال ال 24 ساعة الأخيرة. وكسرت الميليشيات وقف إطلاق النار في 17 مناسبة بين عشية وضحاها باستخدام الأسلحة الصغيرة ومدافع الهاون والمدفعية. نشاط المتمردين تتركز في اتجاه مدينة دونيتسك، كانت المدفعية وقذائف الهاون ضرب مجمع التعدين أفدييفكا وبوتيفكا. تلقت القوات الأوكرانية النار المضايقة في بيسكي وأوبيتن. كما سمع نيران الأسلحة الصغيرة في قريتي مايورسك ولينينسكي، جنوب أرتيميفسك.
وخلال النهار فتحت القوات المؤيدة لروسيا النار على 37 حالة على مواقع أوكرانية. وقعت معظم الهجمات حول مدينة دونيتسك. كانت بيسكي، أوبيتن وكراسنوهوريفكا هدفا لقذائف نيران آلية وقذائف صاروخية. كما قصفت بيسي قذائف هاون عيار 120 ملم خلال المساء. ودفعت الدبابات الموالية لروسيا إلى افدييفكا ثلاث مرات. وفي منطقة أرتيميفسك، كانت هناك عمليات تبادل لنيران الأسلحة الصغيرة في لوهانسكي وميورسك. في الجبهة الشمالية، هاجم المتمردون المآزق الأوكرانية في سوكولنيكي، تروخيزبينكا وستانيتسيا لوهانسكا. بالقرب من ستانيتسيا لوهانسكا، حاولت مجموعة من ثمانية من رجال الميليشيات السيطرة على جسر في حالة خراب على خط ترسيم الحدود بين الفصائل المتحاربة. انسحب الانفصاليون بعد مناوشة قصيرة. وقد قام مسلحون مجهولون بتفجير جسر آخر على دونيتس سيفيرسكي بالقرب من تروخيزبينكا في المساء. في شيروكين الأوكرانية والقوات المتمردة تبادلوا نيران الأسلحة الصغيرة لمدة ساعة واحدة.

### 20 مارس
وأصيب ثلاثة جنود أوكرانيين بجروح خلال الساعات الأربع والعشرين الماضية. أطلق الانفصاليون 15 هجوما على القوات الأوكرانية بين عشية وضحاها باستخدام الأسلحة الصغيرة والقنابل الصاروخية وقذائف الهاون، ولأول مرة في شهر، «غراد» قاذفات صواريخ متعددة. سقطت صواريخ «غراد» في سوكولنيكي، في الجبهة الشمالية، حيث فتحت دبابات المتمردين النار أيضا في أربع مناسبات. وكانت المواقع الاستيطانية الأوكرانية في سوكولنيكي وستانيتسيا لوهانسكا هدفا للأسلحة الصغيرة والقنابل الصاروخية. وقصفت قرية دونيتسكي، في نفس المنطقة، قذائف هاون عيار 120 ملم. وفي محيط مدينة دونيتسك، تعرضت قرى كراسنوهوريفكا وبيسكي لقصف هاون من عيار 120 ملم.
خلال اليوم، أطلقت الميليشيات الموالية لروسيا 27 مرة على المواقع الأوكرانية. وأفاد هنيدي موسكال عن مقتل جنديين بالقرب من نوفوتوشكيفكا، على طريق باخموتكا، بعد أن دأب على عبوة ناسفة متعددة الصنع (عبوات ناسفة محلية الصنع). وقتل عاملان مدنيان من شركة دتيك للطاقة وجرح آخر عندما أصابت سيارتهم لغم أرضي بالقرب من سفيتلودارسك شمال ديبالتسيف.
وفقا لوسائل الإعلام الأوكرانية، القتال العنيف منذ يوليو 2014 ترك قرية بيسكي دمرت تماما.

### 21 مارس
قتل جنديان أوكرانيان وجرح سبعة آخرون في أثناء ال 24 ساعة الماضية. نفذت الميليشيات تسع هجمات على القوات الأوكرانية الليلة الماضية. معظم العمل وقع في بيسكي وشيروين. واستخدمت قوات المتمردين الأسلحة الصغيرة والمدافع الثقيلة والدبابات ومدافع الهاوتزر وصواريخ «غراد». وأطلقت الصواريخ على البؤر الاستيطانية الأوكرانية في منطقة طريق بخموتكا. وقتل مدني واحد عندما قصف الانفصاليون أفدييفكا.
في الساعات الأولى من اليوم، تبادل الكشافة الموالين لروسيا النار مع القوات الأوكرانية بالقرب من أوبيتن. استمر القتال ست ساعات، وبعدها انسحب المتسللين. نصب مسلحون كمينا لكاميرا أمنية لقافلة أوكرانيا في مدينة فولنوفاخا، مما أسفر عن مقتل جندي واحد. وبحلول المساء، انتهكت القوات الموالية لروسيا وقف إطلاق النار في 30 مناسبة باستخدام الأسلحة الصغيرة ومدافع الهاون والأسلحة المضادة للدبابات والدبابات والمدفعية.

### 22 مارس
وأصيب ثلاثة جنود أوكرانيين بجروح في العمل في منطقة دونباس خلال ال 24 ساعة الماضية. شنت القوات الانفصالية عشرة هجمات على القوات الأوكرانية الليلة الماضية، بما فيها هجوم على الحامية الأوكرانية في فوديان. واستخدم المتمردون الأسلحة الصغيرة والقنابل الصاروخية وقذائف الهاون. وقعت معظم الأعمال القتالية في الجبهة الشمالية، مع هجمات بقذائف الهاون على تروخيزبينكا ونيران الأسلحة الصغيرة في سوكولنيكي وستانيتسيا لوهانسكا.
خلال اليوم، فتحت القوات المؤيدة لروسيا النار في 32 مناسبة على مواقع أوكرانية باسلحة صغيرة وقذائف هاون ثقيلة وصواريخ مضادة للدبابات والدبابات والمدفعية. وكان شيروكين هدفا لقذائف الهاون وصواريخ مضادة للدبابات، وهاجم أفدييفكا بالدبابات والمدفعية، وسمع صوت آلي في لوهانسكي ولينينسكي وشومي في منطقة أرتيميفسك.

### 23 مارس
وأصيب ستة جنود أوكرانيين بجروح أثناء العمل خلال ال 24 ساعة الماضية. وكسرت الميليشيات وقف إطلاق النار في 12 مناسبة بين عشية وضحاها، بما في ذلك محاولة لتجاوز الحامية الأوكرانية في سوكولنيكي. وتعرضت عملية تسلل أخرى قامت بها القوات الانفصالية للضرب مرة أخرى في شيروكين، التي كانت أيضا هدفا لهجوم بقذائف الهاون. وركزت جهود المتمردين الرئيسية على المنطقة المحيطة بمدينة دونيتسك، وهبطت قذائف هاون 120 ملم في بيسكي، وقصفت الدبابات قرية أوبيتن. وذكرت وسائل الاعلام الموالية لروسيا ان خمسة من رجال الميليشيا اصيبوا بجروح خلال اليوم الماضى و 52 هجوما نفذتها القوات الأوكرانية. ووفقا لهم، فإن الجانب الأوكراني يستخدم الأسلحة الصغيرة، وقاذفات قنابل يدوية، ومدافع مضادة للطائرات، ومدافع الهاون والدبابات. أشد الأعمال التي وقعت في شيروين وسبارتاك.
وكانت القوات الموالية لروسيا قد فتحت النار 26 مرة على القوات الأوكرانية خلال اليوم باستخدام اسلحة صغيرة وقنابل صاروخية ومدافع هاون ودبابات ومدفعية. حاول المشاة الانفصاليون اقتحام المواقف الأوكرانية حول أفدييفكا، التي كانت أيضا هدفا للدبابات وقذائف الهاون.
وزعمت وسائل الإعلام الانفصالية أن القصف الأوكراني قتل أحد المراهقين في مقاطعة بتروفسكي، مدينة دونيتسك، وفتاة صغيرة في هورليفكا.

### 24 مارس
قتل جندي أوكراني وجرح ثمانية آخرون خلال ال 24 ساعة الماضية. وقد شنت القوات الانفصالية ثماني هجمات على القوات الأوكرانية الليلة الماضية. تحمل بيسكي وأفيديفكا وابل مدفع هاون لمدة ساعة، في حين تم الإبلاغ عن إطلاق نار الأسلحة الصغيرة في لينينسكي وشيروكين.
وبحلول المساء كان هناك 23 حالة من الهجمات على المواقع الأوكرانية من قبل القوات الموالية لروسيا. كما شنت الميليشيات هجوما مشاة على الحامية الأوكرانية في مايورسك، ولكنها تعرضت للضرب من قبل المدافعين. استخدم الانفصاليون الأسلحة الصغيرة، والقنابل الصاروخية، والأسلحة المضادة للدبابات، ومدافع الهاون والدبابات.
وأفادت وسائل الاعلام الانفصالية قصف المناطق السكنية في هورليفكا من قبل القوات الأوكرانية. تم تدمير منزل واحد.

### 25 مارس
وأصيب أربعة جنود أوكرانيين بجروح أثناء العمل خلال ال 24 ساعة الماضية. وقد شنت القوات الانفصالية عشرة هجمات على مواقع أوكرانية ليلة امس. وقعت معظم الحوادث حول مدينة دونيتسك حيث قصف المتمردون قرية بيسكي وبوتيفكا مجمع التعدين بمدافع هاون عيار 120 ملم. وفي الجبهة الشمالية، كان ترويتسك أيضا هدفا لقذائف الهاون الثقيلة، التي أطلقت من مواقع انفصالية في ستاخانوف. وفي الجنوب، واصلت الميليشيات قصفها المتواصل على شيروين. وذكرت وسائل الاعلام الموالية لروسيا ان الجيش الاوكرانى أطلق النار على قواتها في 16 مناسبة باستخدام الاسلحة الصغيرة والقنابل الصاروخية ومدافع الهاون ومركبات القتال المدرعة والدبابات والمدفعية. وأصيب أربعة من رجال الميليشيا بجراح.
وبحلول المساء، فتحت القوات الموالية لروسيا النار 23 مرة على المواقع الأوكرانية. استخدم المسلحون الاسلحة الصغيرة والقنابل الصاروخية وقذائف الهاون والدبابات. اتخذت الإجراءات الرئيسية حول مدينة دونيتسك. وقد أصيبت قرية بيسكي بست مرات بقذائف الهاون، بينما كانت أوبيتن تستهدف قنابل يدوية ودبابات صاروخية. وقد تعرضت المآوي الاستيطانية الأوكرانية في مجمع التعدين في أفدييفكا وبوتيفكا للمضايقات بنيران الأسلحة الصغيرة. وفي منطقة أرتيميفسك، أطلق الانفصاليون قنابل صاروخية وقذائف هاون على لينينسكي وميورسك وشومي. أطلقت قوات المشاة المتمردة اعتداء على الحامية الأوكرانية في سوكولنيكي. الجيش الأوكراني أحبط المحاولة.
وقتل ما لا يقل عن أربعة مدنيين وجرح 17 آخرين عندما أصابت الحافلة التي كانوا يركبونها لغم أرضي على الطريق بين أرتيميفسك وهورليفكا. هاجمت الميليشيات المنطقة بقذائف الهاون مباشرة بعد الانفجار.

### 26 مارس
ولم يبلغ الجيش الأوكراني عن وقوع إصابات خلال ال 24 ساعة الماضية في منطقة دونباس. وكسر الانفصاليون وقف اطلاق النار في عشر مناسبات بين عشية وضحاها. وأطلق رجال الميليشيا قذائف هاون عيار 120 ملم على أفدييفكا وبيسكي، ومدينة دونيتسك، وعلى ترويتسك، في الجبهة الشمالية. كما قاموا بمضايقة القوات الأوكرانية في نوفوسليفكا وكامنكا وشيروين، حيث استمر القتال دون هوادة.
وأطلقت القوات الموالية لروسيا النار على المواقع الأوكرانية 29 مرة خلال اليوم. وفي منطقة مدينة دونيتسك، أصيبت هرانيتن وبيسكي بقذائف الهاون، بينما هبطت قنابل صاروخية في أفدييفكا وأوبيتن. وكان شيروكين مرة أخرى هدفا للأسلحة الصغيرة ومدافع هاون عيار 120 ملم. وكانت المواقع الاستيطانية الأوكرانية في لينينسك قد تم مدها بنيران مدفع رشاش. كما أطلقت النار الآلية على شومي ومايورسك.
وفقا لهينادي موسكال، قناصة المتمردين راسخة على الضفة الجنوبية من دونيتس سيفرزكي ذبح 80 الأغنام من قطيع بالقرب من ستانيتسيا لوهانسكا من أجل إطعام قواتهم.

### 27 مارس
أصيب جندي أوكراني بجروح في العمل في شرق أوكرانيا خلال ال 24 ساعة الماضية. نفذت الميليشيات ثماني هجمات على القوات الأوكرانية أطلقت ليل أمس أسلحة آلية وقنابل صاروخية وقذائف هاون. وقتل مدني واحد بقذائف الهاون على شيروكين. وفي الجبهة الشمالية، تم تسجيل قتال جديد حول ستانيتسيا لوهانسكا حيث أطلق المتمردون اسلحة رشاشة وقنابل صاروخية. كما أبلغ عن تبادل لنيران الرشاشات في كريمسكي، وسقطت قذائف الهاون أو المدفعية في ترويتسك. وأصيب خط أنابيب للغاز بأضرار بقذائف صاروخية بالقرب من قرية زولوت.
وبحلول المساء، فتحت القوات الموالية لروسيا النار في 26 مناسبة على المواقع الأوكرانية باستخدام الأسلحة الصغيرة والقنابل الصاروخية وقذائف الهاون. اندلع قتال عنيف في شيروكين مساء، وفقا لأعضاء كتيبة «آزوف». وقصف المتمردون الحامية الأوكرانية بنيران الرشاشات والقنابل الصاروخية وقذائف الهاون. وشعرت انفجارات قذائف هاون عيار 120 ملم بقدر ما كانت ماريوبول. وعاد الجيش الأوكراني النار. وبحلول هذا التاريخ، تم الإبلاغ عن أكثر من 50 في المئة من جميع المباني السكنية في شيروين تضررت إلى ما بعد الإصلاح.

### 28 مارس
وأصيب ثلاثة جنود أوكرانيين بجروح في العمل خلال ال 24 ساعة الماضية. وقام الانفصاليون بكسر وقف إطلاق النار في ثماني مناسبات بإطلاق أسلحة صغيرة وقنابل صاروخية ومدافع هاون وصواريخ مدفعية «غراد». كما استخدمت قوات المتمردين المدافع المضادة للطائرات والدبابات والمدفعية ضد الحامية الأوكرانية في أفدييفكا. سقط وابل «غراد» حول نقطة تفتيش أوكرانيا nº 29 وقرية نوفوتوشكيفكا. وقد أطلق المتمردون ما مجموعه 60 صاروخا. وبعد القصف، قامت القوات الأوكرانية في المنطقة بتشكيل فريقين من القوات الخاصة الموالية لروسيا. وسجلت وسائل الاعلام الانفصالية 27 انتهاكا للهدنة من قبل قوات الأمن الأوكرانية خلال اليوم الاخير. وقالوا ان الجانب الاوكرانى استخدم قذائف الهاون الثقيلة والمركبات المدرعة القتالية وناقلات الجنود المدرعة والدبابات. وقعت الهجمات في سبارتاك، مطار دونيتسك، هورليفكا وشيروين. وأصيب أحد أفراد الميليشيات بجروح في العمل.
وقد فتحت الميليشيات النار على المواقع الأوكرانية في 14 مناسبة مساء. واستخدمت القوات الموالية لروسيا اسلحة صغيرة ومدافع رشاشة وقنابل صاروخية وقذائف هاون في الهجمات. ووقعت الحوادث الرئيسية في أفدييفكا وميورسك ولينينسكي وشيروكين. وفي منطقة لينينسك، أعادت القوات الأوكرانية النار.

### 29 مارس
وأصيب جنديان أوكرانيان بجروح خلال الساعات الأربع والعشرين الماضية. وسجل الجيش الأوكراني ستة هجمات للمتمردين على قواتهم حتى منتصف الليل. أطلقت الميليشيات صواريخ مدفعية «غراد» على قرية سميل، على طريق باخموتكا، في حين سقطت قذائف هاون عيار 120 ملم حول ترسانات أوكرانية في سوكولنيكي القريبة. كما قصفت شيروكين بعد غروب الشمس.
قتل جندي أوكراني وجرح آخر خلال المساء عندما أطلقت القوات الموالية لروسيا وابل مدفعية مدته 90 دقيقة على المواقع الأوكرانية في هرانيتن مع مدافع الهاوتزر 122 مم و 152 ملم. كما أصيب شيروكين بنيران هاون من عيار 120 ملم، وفقا لأفراد من كتيبة آزوف. وأصيب جنديان أوكرانيان بجراح، أحدهما حرجا، عندما أطلقت المشاة الموالية لروسيا قنابل يدوية وقذائف صاروخية على موقع المراقبة الذي كانوا يقومون به في تروخيزبينكا، بالقرب من جسر في خراب على سافرسكي دونيتس.

### 30 مارس
قتل جندي أوكراني في العملية وثلاثة جرحى خلال ال 24 ساعة الماضية. أطلقت الميليشيات النار على القوات الأوكرانية في ثماني مناسبات بين عشية وضحاها باستخدام الأسلحة الصغيرة والقنابل الصاروخية والمدافع الهاون 120 ملم.
وبحلول المساء، فتحت القوات الموالية لروسيا النار على المواقع الأوكرانية 12 مرة بنيران مدفع رشاش وهاون 82 ملم. وقعت الحوادث الرئيسية في أفدييفكا وأوبيتن، في منطقة مدينة دونيتسك، وفي كريمسكي وسوكولنيكي، على طريق باخموتكا. وفي وقت لاحق من المساء، اندلع قتال عنيف في شيروكين بعد أن أطلقت الميليشيات قذائف هاون على هذه القرية من مواقعها في ساخانكا.

### 31 مارس
وأصيب جندي أوكراني بجروح في العمل خلال ال 24 ساعة الماضية. وسجل الجيش الأوكراني 11 انتهاكا للهدنة من قبل القوات الانفصالية الليلة الماضية. قصف المتمردين المآزق الأوكرانية في شيروين، سوكولنيكي وكريمسكي.
فتحت القوات الموالية لروسيا النار على المواقع الأوكرانية في 26 مناسبة خلال اليوم بمدافع الهاون وعربات القتال المدرعة والدبابات والمدفعية. وأبلغ أعضاء كتيبة «آزوف» عن قصف مدته ساعتان بقذائف الهاون والمدفعية على شيروكين خلال المساء. وانضمت الدبابات الانفصالية فيما بعد إلى القصف. كما استخدم المتمردون الدبابات لمهاجمة أفدييفكا وأوبيتن وبيرديانسك. وأطلقت مركبات قتالية مدرعة النار على القوات الأوكرانية في بيونيرسك بالقرب من بيسكي. اشتبكت قوات المارينز الأوكرانية مع الكشافة الموالية لروسيا بالقرب من قرية لوهانسكي، جنوب أرتيميفسك. وأفاد هنيدي موسكال أن ثلاثة جنود أوكرانيين أصيبوا بجراح في منطقة لوهانسك أوبلاست، اثنان بعد أن عبروا عن عبوة ناسفة محلية الصنع بالقرب من قرية كوميشني وأخرى أثناء معركة نارية مع الكشافة المتمردة في سيزي، شرق ستانيتسيا لوهانسكا.